# Leichtathletik-Weltmeisterschaften 2019/100 m der Frauen

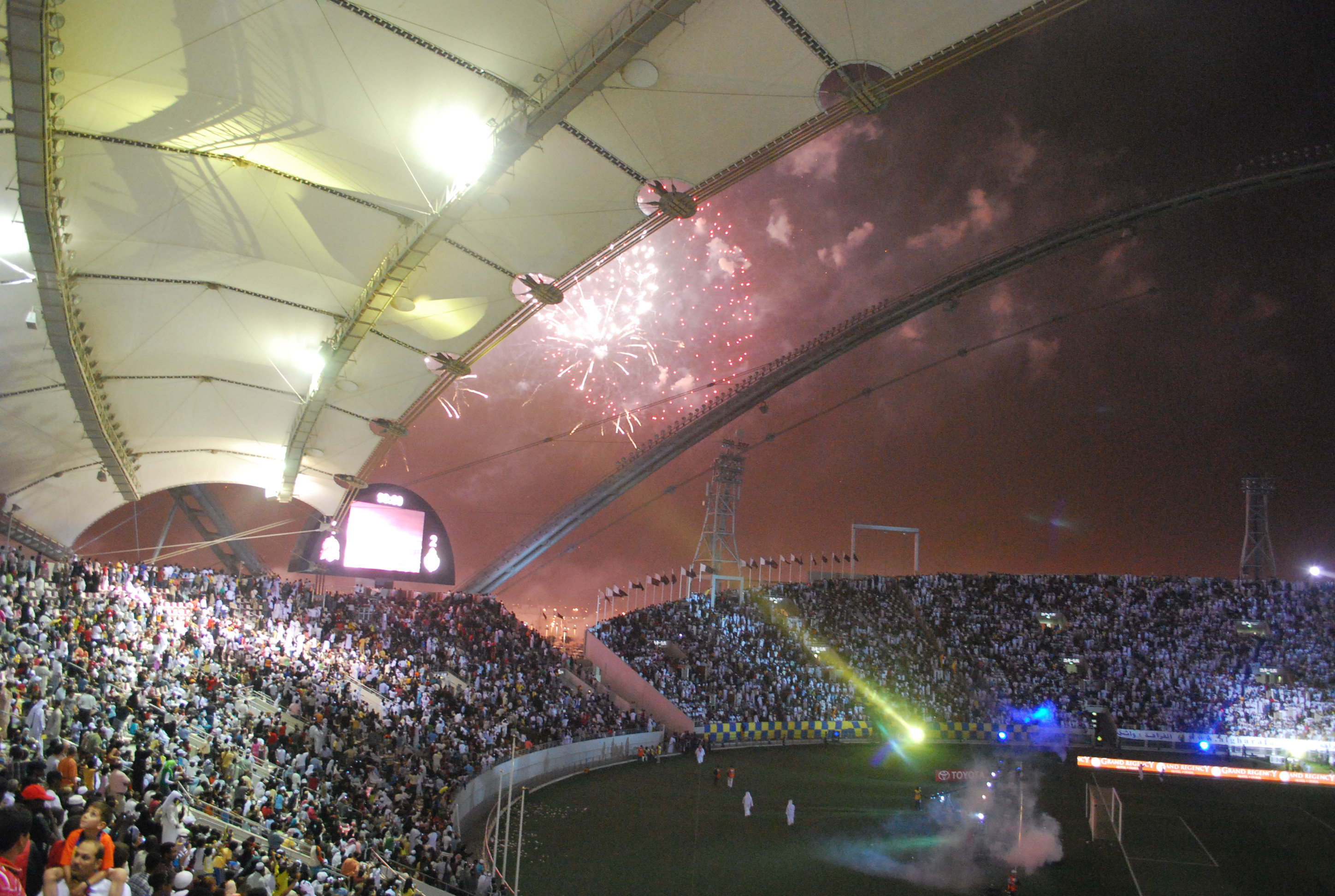
Das Khalifa International Stadium
während des Emir Cups im Jahr 2009

Der 100-Meter-Lauf der Frauen bei den Leichtathletik-Weltmeisterschaften 2019 fand am 28. und 29. September 2019 im Khalifa International Stadium der katarischen Hauptstadt Doha statt.
47 Athletinnen aus 31 Ländern nahmen an dem Wettbewerb teil.
Ihren insgesamt achten Weltmeistertitel seit 2009 errang die Jamaikanerin Shelly-Ann Fraser-Pryce. Es war ihr viertel Titel über 100 Meter (zuvor: 2009, 2013 und 2015). 2013 war sie Weltmeisterin über 200 Meter, mit der 4-mal-100-Meter-Staffel hatte sie 2009, 2013 und 2015 vorne gelegen. Zweimal (2007 und 2011) hatte es Staffelsilber bei Weltmeisterschaften gegeben. Bei Olympischen Spielen hatte sie über 100 Meter 2008 und 2012 jeweils Gold, 2016 Bronze gewonnen. Olympische Silbermedaillen hatte sie zudem 2012 und 2016 mit der Sprintstaffel sowie 2012 über 200 Meter errungen. Hier in Doha gab es sechs Tage später für sie noch das neunte WM-Gold mit der Sprintstaffel. Im 100-Meter-Rennen stellte Fraser-Pryce hier mit 10,71 s eine Weltjahresbestleistung auf.
Silber ging an die amtierende Europameisterin Dina Asher-Smith aus Großbritannien. die mit 10,83 s einen Landesrekord aufstellte. 2017 hatte sie WM-Silber mit der 4-mal-100-Meter-Staffel ihres Landes gewonnen, bei den Weltmeisterschaften 2013 hatte es ebenso wie bei den Olympischen Spielen 2016 Staffelbronze für sie gegeben. Bei den Europameisterschaften hatte sie 2016 und 2018 jeweils den Titel über 200 Meter errungen, mit ihrer Sprintstaffel war sie 2018 Europameisterin und 2016 Vizeeuropameisterin geworden. Ihren bislang größten Erfolg feierte sie hier drei Tage nach dem 100-Meter-Rennen, als sie Weltmeisterin über 200 Meter wurde. Am vorletzten Tag errang sie in Doha außerdem Staffelsilber.
Die Bronzemedaille gewann die zweifache Silbermedaillengewinnerin der Weltmeisterschaften 2017 (100 und 200 Meter) Marie-Josée Ta Lou von der Elfenbeinküste in 10,90 s. Sie war über 100 Meter Afrikameisterin von 2018 und zweifache Dritte der Afrikameisterschaften (2014/2016). Über 200 Meter hatte sie bei den Afrikameisterschaften zweimal Gold (2016/2018) einmal Silber (2014) und einmal Bronze (2012) gewonnen. Auch mit der Sprintstaffel war sie Medaillengewinnerin bei Afrikameisterschaften: 2014 mit Silber und 2012, 2016, 2018 jeweils mit Bronze.

## Rekorde
Vor dem Wettbewerb galten folgende Rekorde:
| Weltrekord               | Florence Griffith-Joyner | 10,49 s | U.S Olympic Trials in Indianapolis, USA | 16. Juli 1988   |
| Weltmeisterschaftsrekord | Marion Jones             | 10,70 s | WM in Sevilla, Spanien                  | 28. August 1999 |

Der bestehende WM-Rekord wurde bei diesen Weltmeisterschaften nicht eingestellt und nicht verbessert.
Es gab eine Weltjahresbestleistung und zwei Landesrekorde.
- Weltjahresbestleistung:
  - 10,71 s – Shelly-Ann Fraser-Pryce (Jamaika), Finale am 29. September bei einem Rückenwind von 0,1 m/s
- Landesrekorde:
  - 12,72 s – Sarswati Chaudhary (Nepal), erster Vorlauf am 28. September bei einem Gegenwind von 0,2 m/s
  - 10,83 s – Dina Asher-Smith (Großbritannien), Finale am 29. September bei einem Rückenwind von 0,1 m/s

## Vorläufe
Aus den sechs Vorläufen qualifizierten sich die jeweils drei Ersten jedes Laufes – hellblau unterlegt – und zusätzlich die sechs Zeitschnellsten – hellgrün unterlegt – für das Halbfinale.

### Lauf 1

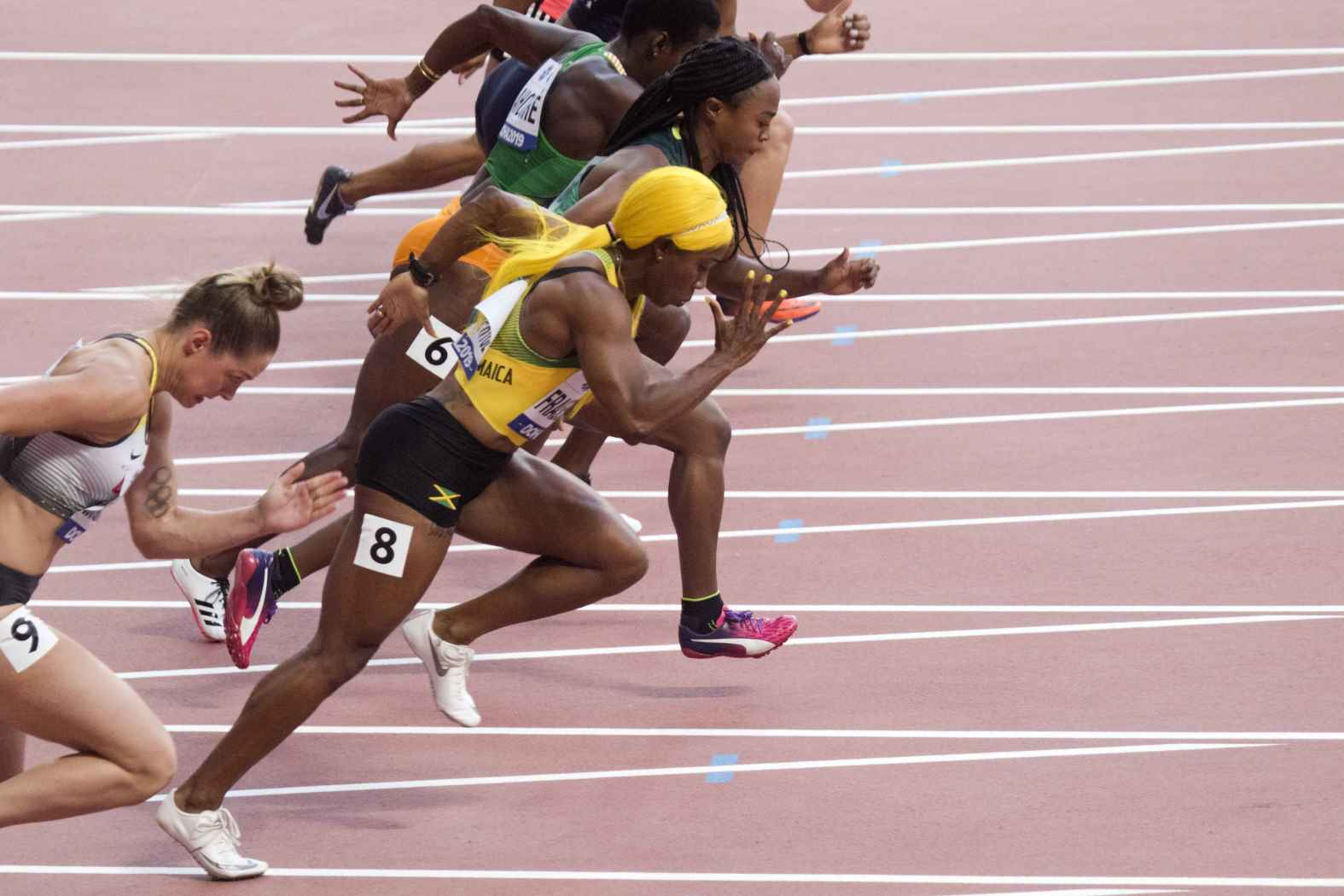
Erster Vorlauf kurz nach dem Start
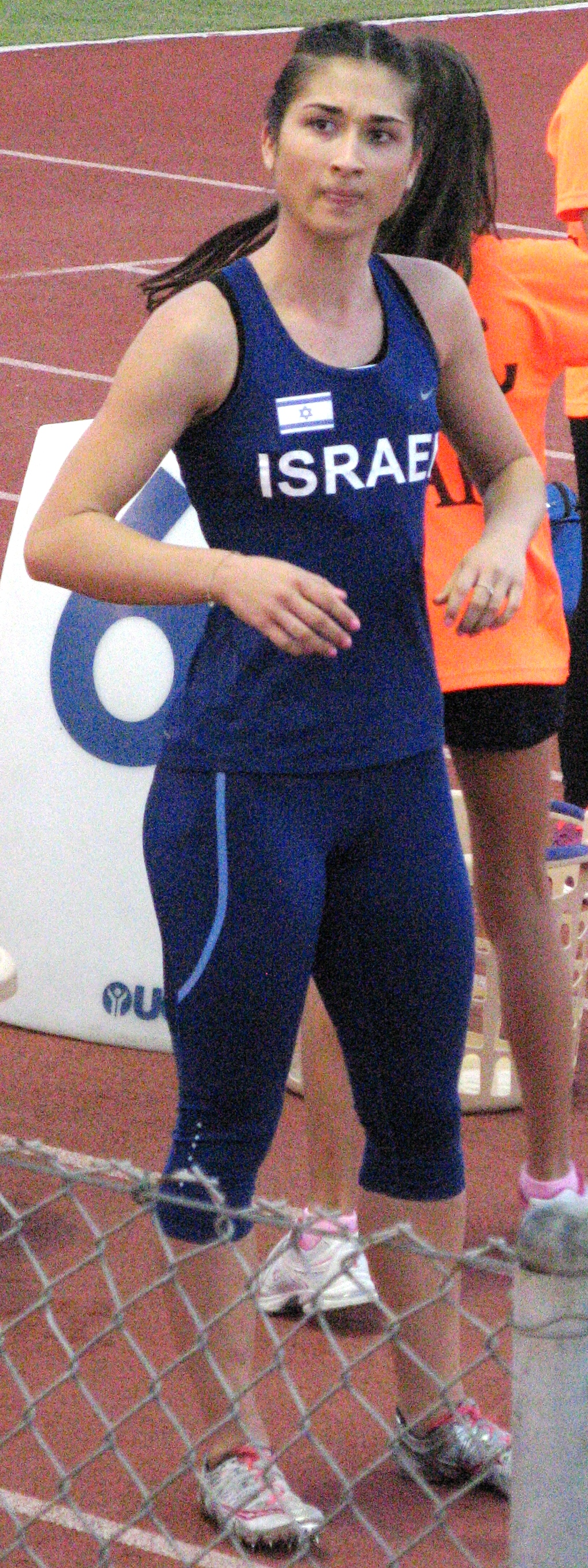
Diana Vaisman schied als Vierte in 11,29 s aus

28. September 2019, 16:30 Uhr Ortszeit (15:30 Uhr MESZ)

Wind: −0,2 m/s
| Platz | Bahn | Athletin                | Land           | Offizielle Zeit (s) | Tausendstelsek (inoffiziell) |
| ----- | ---- | ----------------------- | -------------- | ------------------- | ---------------------------- |
| 1     | 8    | Shelly-Ann Fraser-Pryce | Jamaika        | 10,80               |                              |
| 2     | 6    | Murielle Ahouré         | Elfenbeinküste | 11,05 SB            |                              |
| 3     | 9    | Gina Lückenkemper       | Deutschland    | 11,29               | 11,282                       |
| 4     | 2    | Ewa Swoboda             | Polen          | 11,29               | 11,285                       |
| 5     | 4    | Diana Vaisman           | Israel         | 11,39               |                              |
| 6     | 7    | Tebogo Mamathu          | Südafrika      | 11,42               |                              |
| 7     | 5    | Andrea Purica           | Venezuela      | 11,96               |                              |
| 8     | 3    | Sarswati Chaudhary      | Nepal          | 12,72 NR            |                              |

### Lauf 2

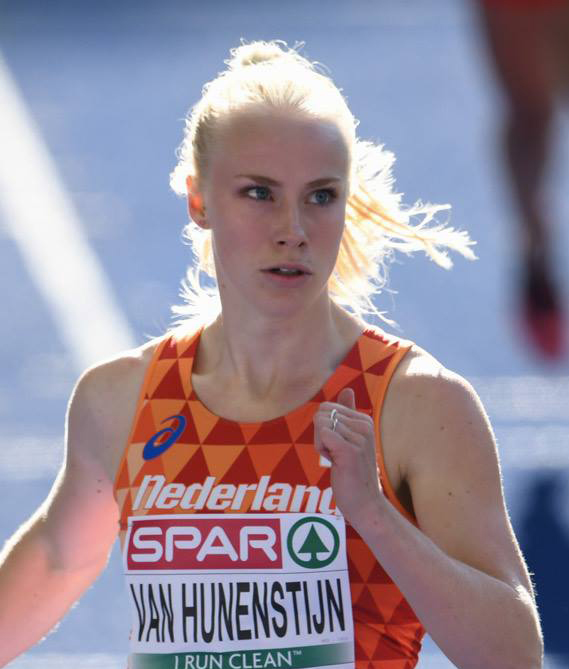
Marije van Hunenstijn – ausgeschieden als Sechste mit 11,48 m

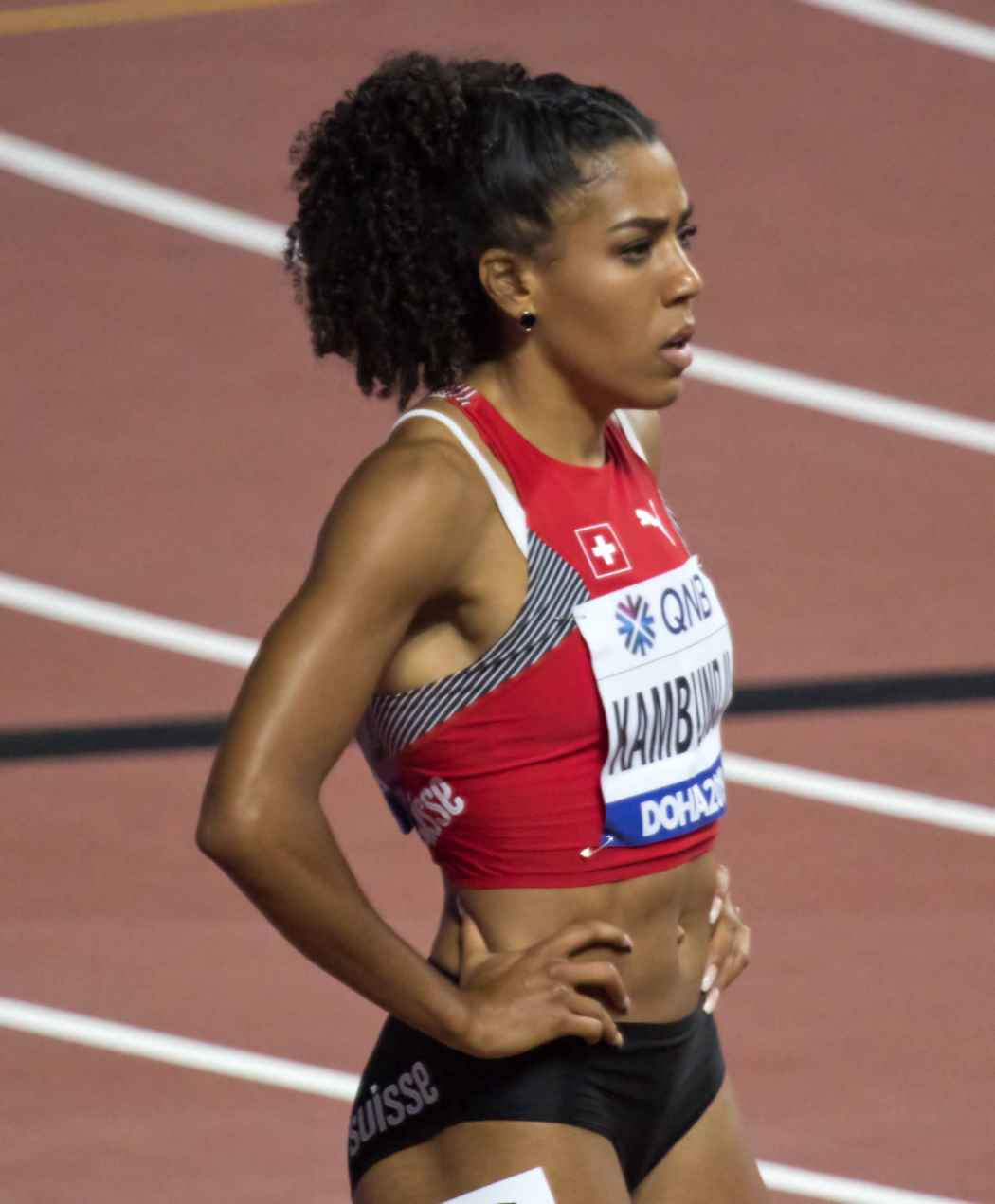
Mujinga Kambundji – ausgeschieden als Dritte in 11,10 s

28. September 2019, 16:37 Uhr Ortszeit (15:37 Uhr MESZ)

Wind: −0,3 m/s
| Platz | Bahn | Athletin              | Land                  | Zeit (s) |
| ----- | ---- | --------------------- | --------------------- | -------- |
| 1     | 3    | Marie-Josée Ta Lou    | Elfenbeinküste        | 10,85 PB |
| 2     | 7    | Daryll Neita          | Großbritannien        | 11,12 PB |
| 3     | 9    | Tatjana Pinto         | Deutschland           | 11,19    |
| 4     | 6    | Wei Yongli            | Volksrepublik China   | 11,28    |
| 5     | 4    | Crystal Emmanuel      | Kanada                | 11,30    |
| 6     | 8    | Marije van Hunenstijn | Niederlande           | 11,48    |
| 7     | 2    | Inna Eftimowa         | Bulgarien             | 11,79    |
| 8     | 5    | Gorete Semedo         | São Tomé und Príncipe | 12,17    |

### Lauf 3

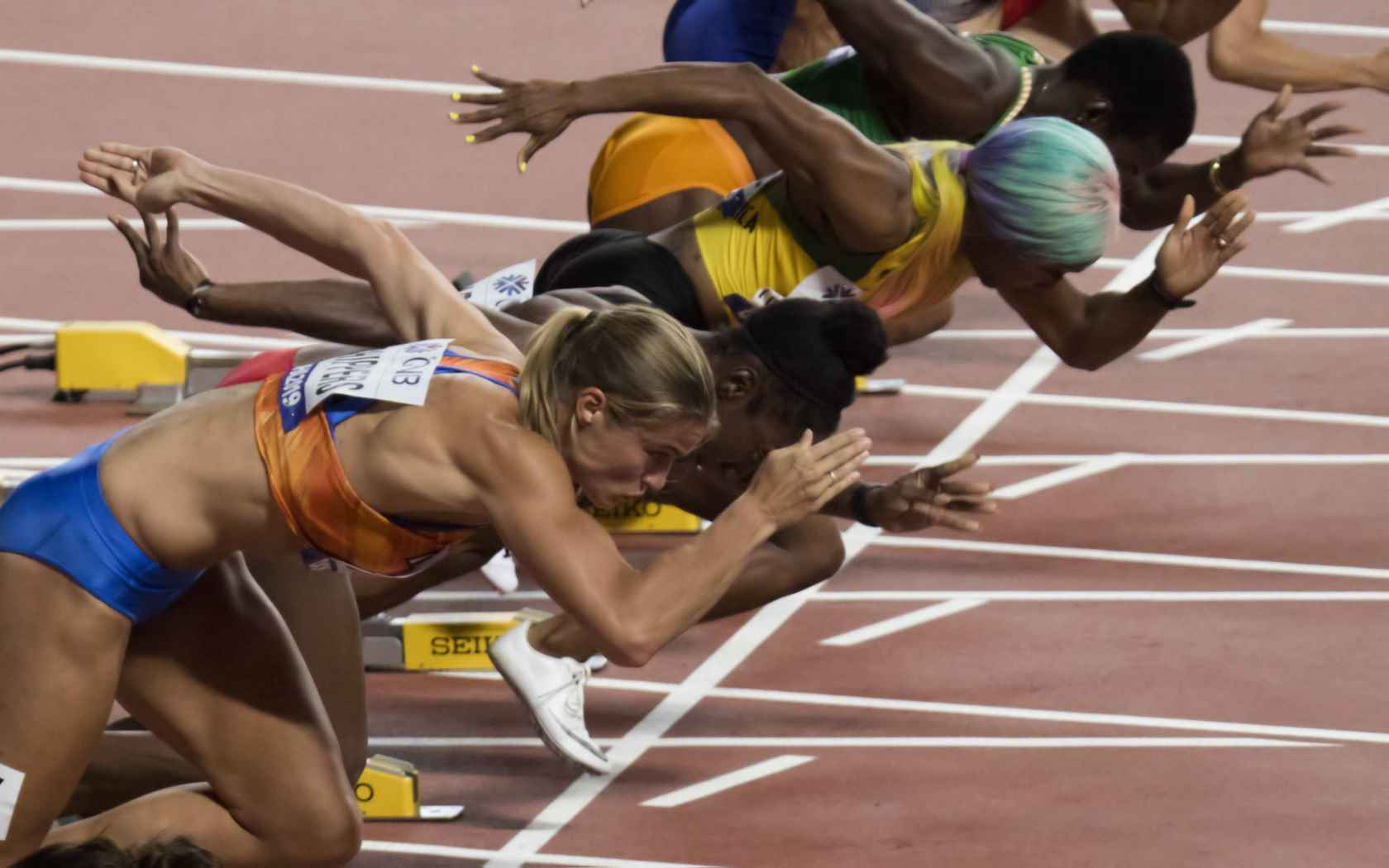
Die Läuferinnen nach dem Startschuss im zweiten Semifinale

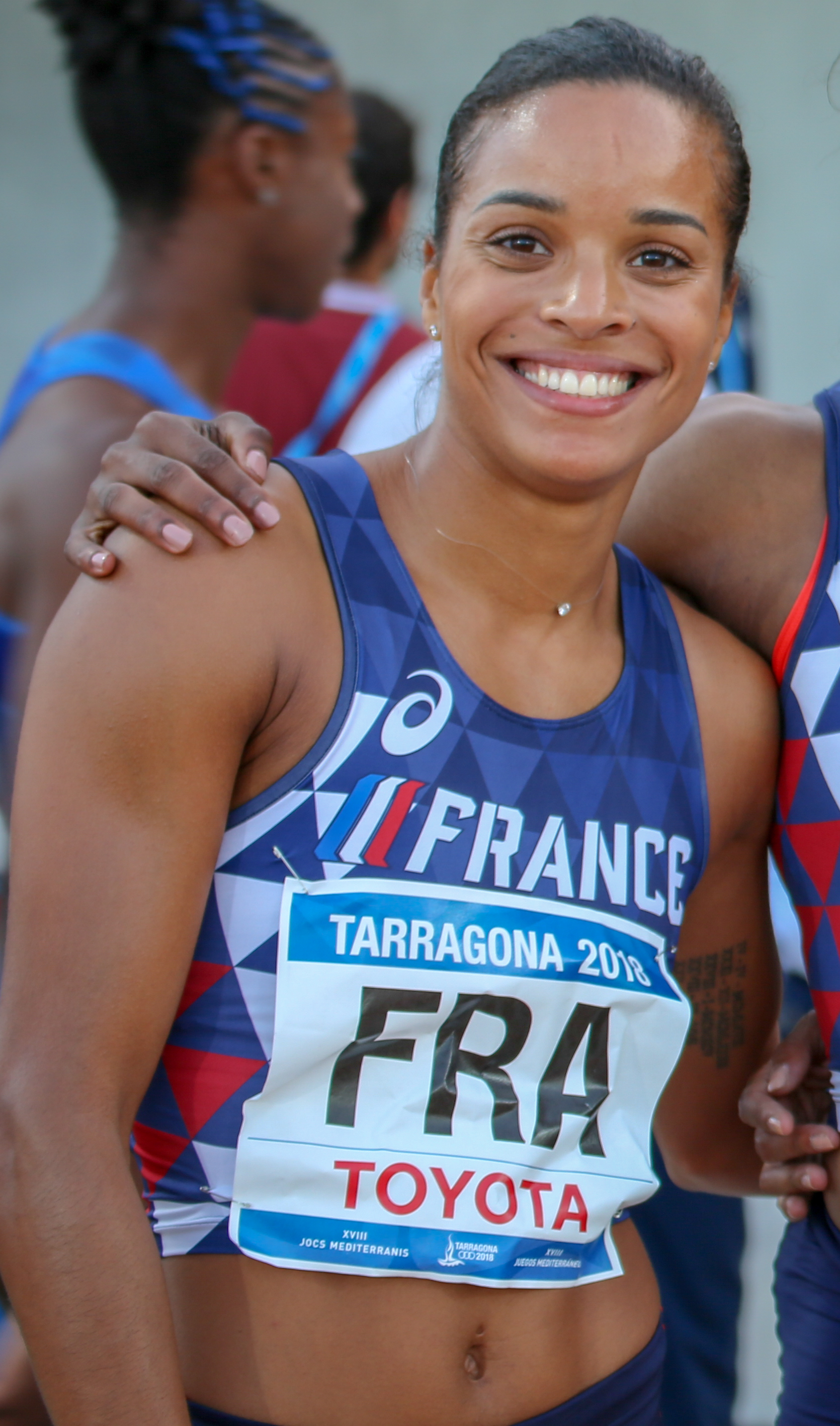
Orlann Ombissa-Dzangue – ausgeschieden als Fünfte in 11,34 s
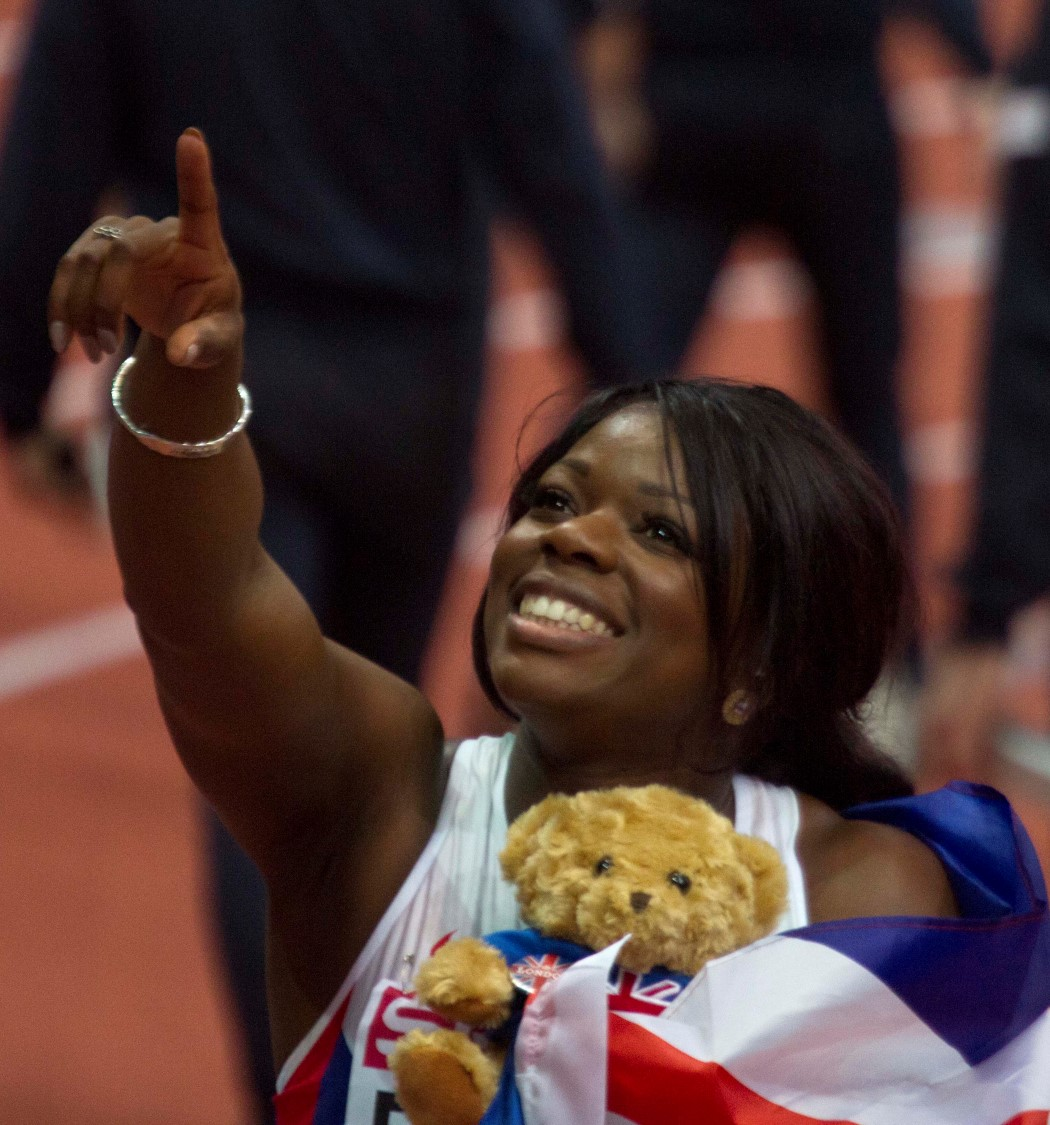
Asha Philip – ausgeschieden als Sechste in 11,35 s
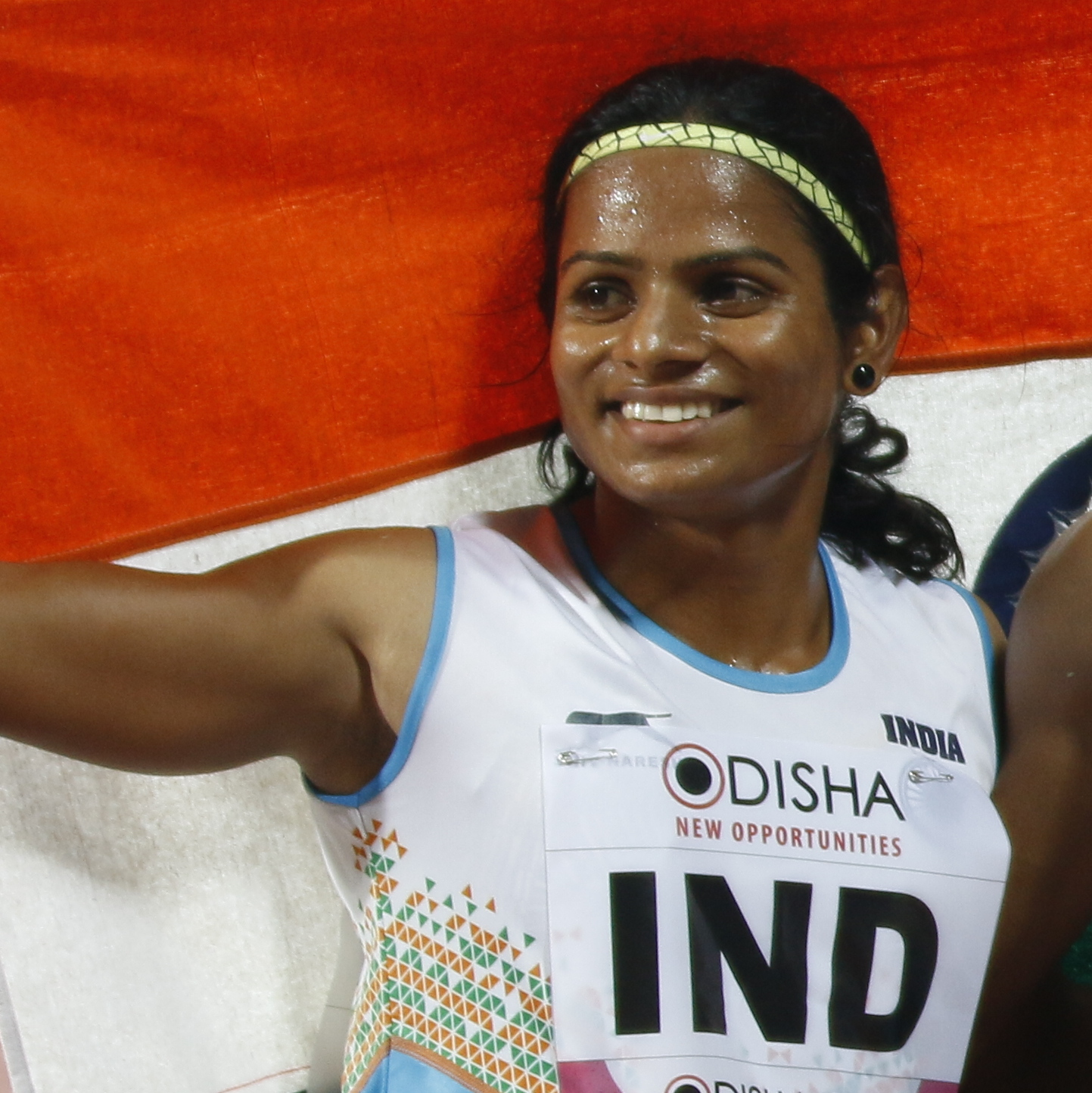
Dutee Chand – ausgeschieden als Siebte in 11,48 s

28. September 2019, 16:44 Uhr Ortszeit (15:44 Uhr MESZ)

Wind: −0,4 m/s
| Platz | Bahn | Athletin               | Land                | Zeit (s) |
| ----- | ---- | ---------------------- | ------------------- | -------- |
| 1     | 6    | Elaine Thompson        | Jamaika             | 11,14    |
| 2     | 3    | Kelly-Ann Baptiste     | Trinidad und Tobago | 11,21    |
| 3     | 9    | Morolake Akinosun      | USA                 | 11,23    |
| 4     | 8    | Ge Manqi               | Volksrepublik China | 11,28    |
| 5     | 7    | Orlann Ombissa-Dzangue | Frankreich          | 11,34    |
| 6     | 4    | Asha Philip            | Großbritannien      | 11,35    |
| 7     | 2    | Dutee Chand            | Indien              | 11,48    |
| 8     | 5    | Zarinae Sapong         | Nördliche Marianen  | 13,14    |

### Lauf 4

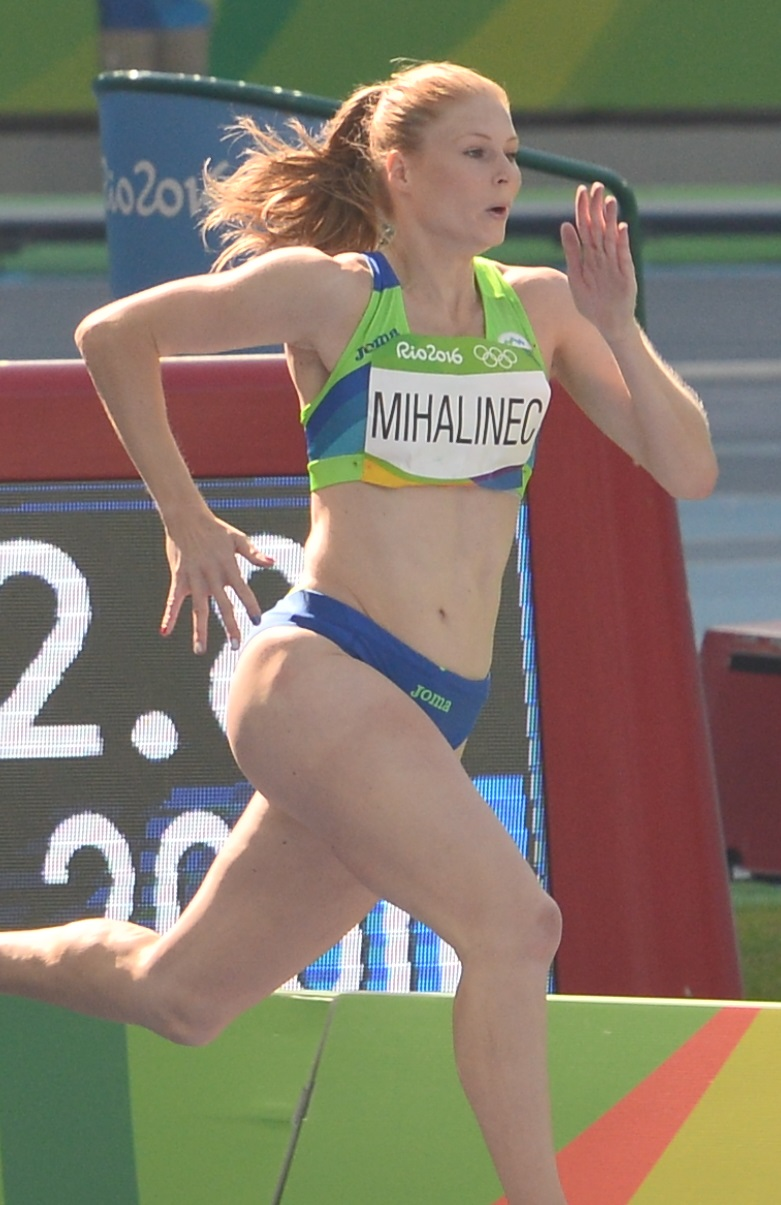
Maja Mihalinec – ausgeschieden als Fünfte in 11,32 s
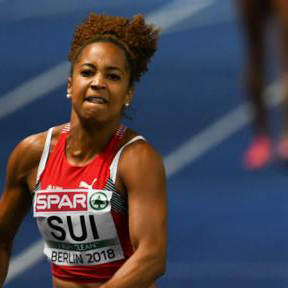
Salomé Kora – ausgeschieden als Sechste in 11,48 s

28. September 2019, 16:51 Uhr Ortszeit (15:51 Uhr MESZ)

Wind: ±0,0 m/s
| Platz | Bahn | Athletin             | Land           | Offizielle Zeit (s) | Tausendstelsek (inoffiziell) |
| ----- | ---- | -------------------- | -------------- | ------------------- | ---------------------------- |
| 1     | 6    | Dina Asher-Smith     | Großbritannien | 10,96               |                              |
| 2     | 7    | English Gardner      | USA            | 11,20               | 11,195                       |
| 3     | 9    | Jonielle Smith       | Jamaika        | 11,20               | 11,198                       |
| 4     | 2    | Tynia Gaither        | Bahamas        | 11,24               |                              |
| 5     | 4    | Maja Mihalinec       | Slowenien      | 11,32               |                              |
| 6     | 5    | Salomé Kora          | Schweiz        | 11,48               |                              |
| 7     | 8    | Lorène Dorcas Bazolo | Portugal       | 11,51               |                              |
| 8     | 3    | Charlotte Afriat     | Monaco         | 12,67               |                              |

### Lauf 5

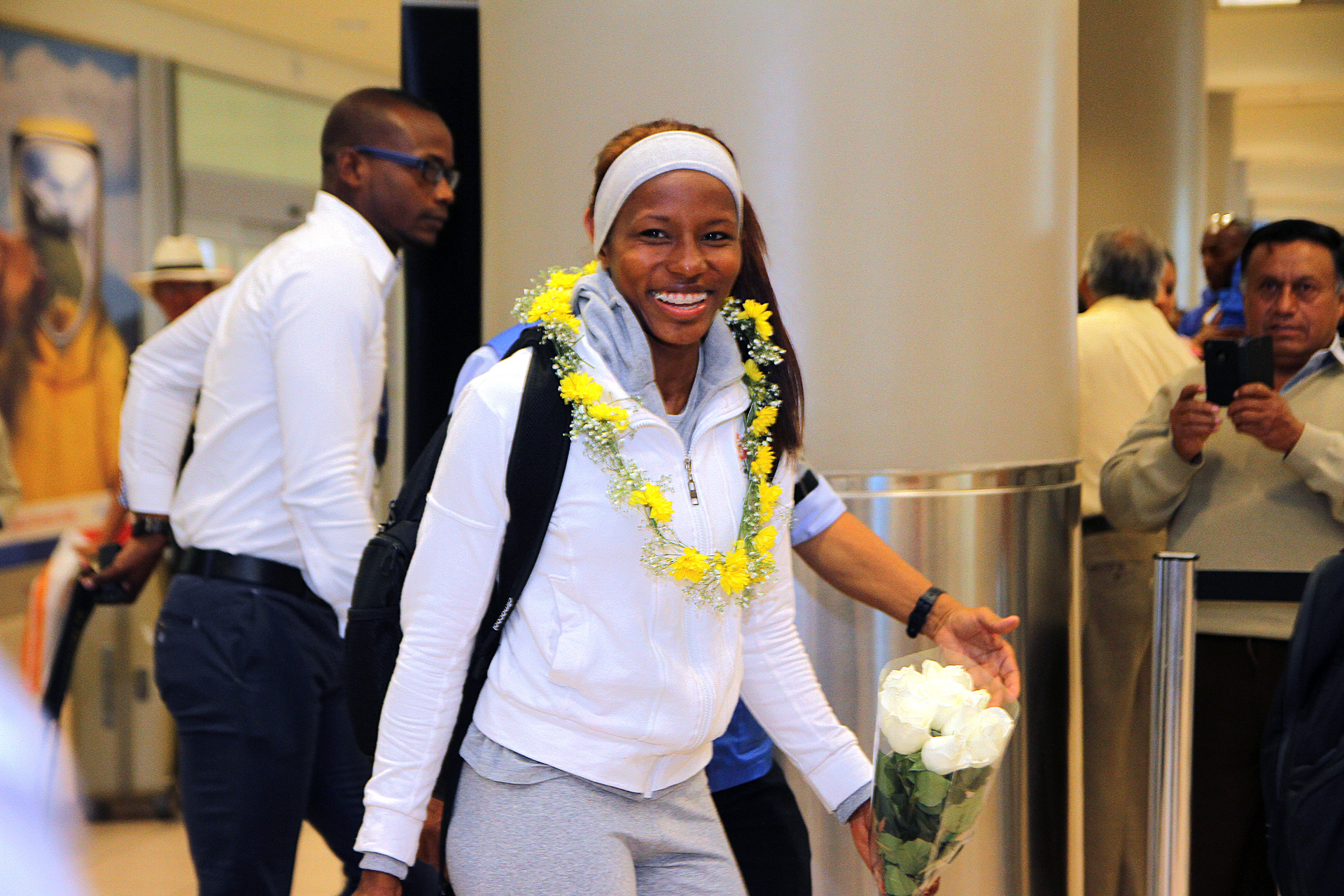
Ángela Tenorio – ausgeschieden als Vierte in 11,40 s
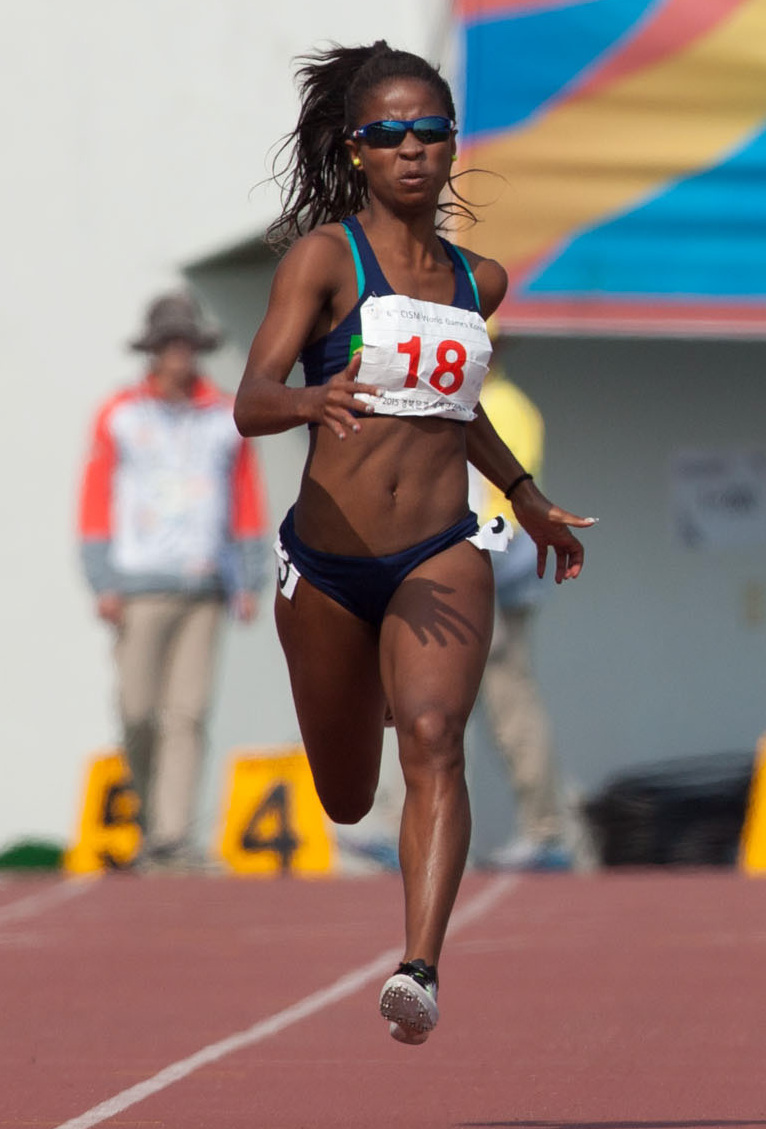
Vitória Cristina Rosa – ausgeschieden als Fünfte in 11,41 s

28. September 2019, 16:58 Uhr Ortszeit (15:58 Uhr MESZ)

Wind: −0,1 m/s
| Platz | Bahn | Athletin              | Land                | Zeit (s) |
| ----- | ---- | --------------------- | ------------------- | -------- |
| 1     | 4    | Mujinga Kambundji     | Schweiz             | 11,17    |
| 2     | 6    | Liang Xiaojing        | Volksrepublik China | 11,18    |
| 3     | 7    | Tori Bowie            | USA                 | 11,30    |
| 4     | 8    | Ángela Tenorio        | Ecuador             | 11,40    |
| 5     | 9    | Vitória Cristina Rosa | Brasilien           | 11,41    |
| 6     | 5    | Zoe Hobbs             | Neuseeland          | 11,58    |
| 7     | 3    | Hellen Makumba        | Sambia              | 11,73    |
| DNS   | 2    | Blessing Okagbare     | Nigeria             |          |

### Lauf 6

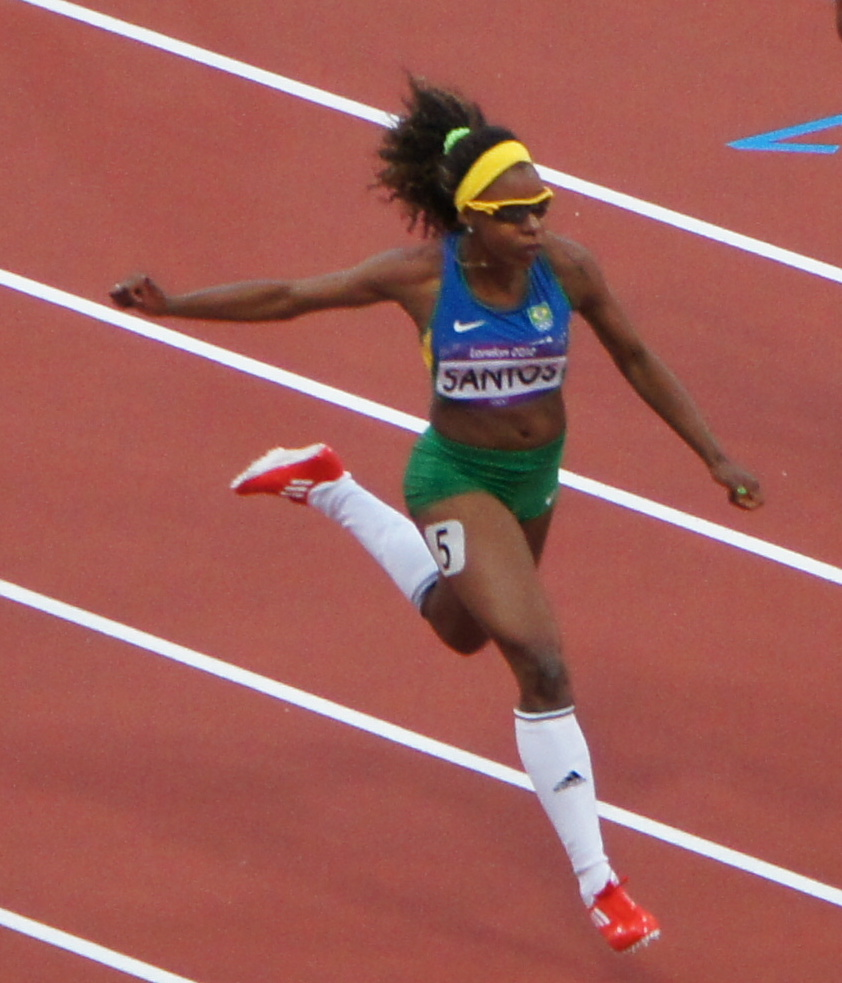
Rosângela Santos – ausgeschieden als Fünfte in 11,32 s
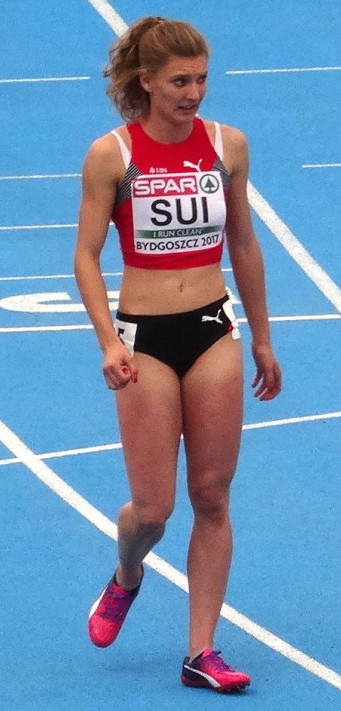
Ajla Del Ponte – ausgeschieden als Sechste in 11,36 s
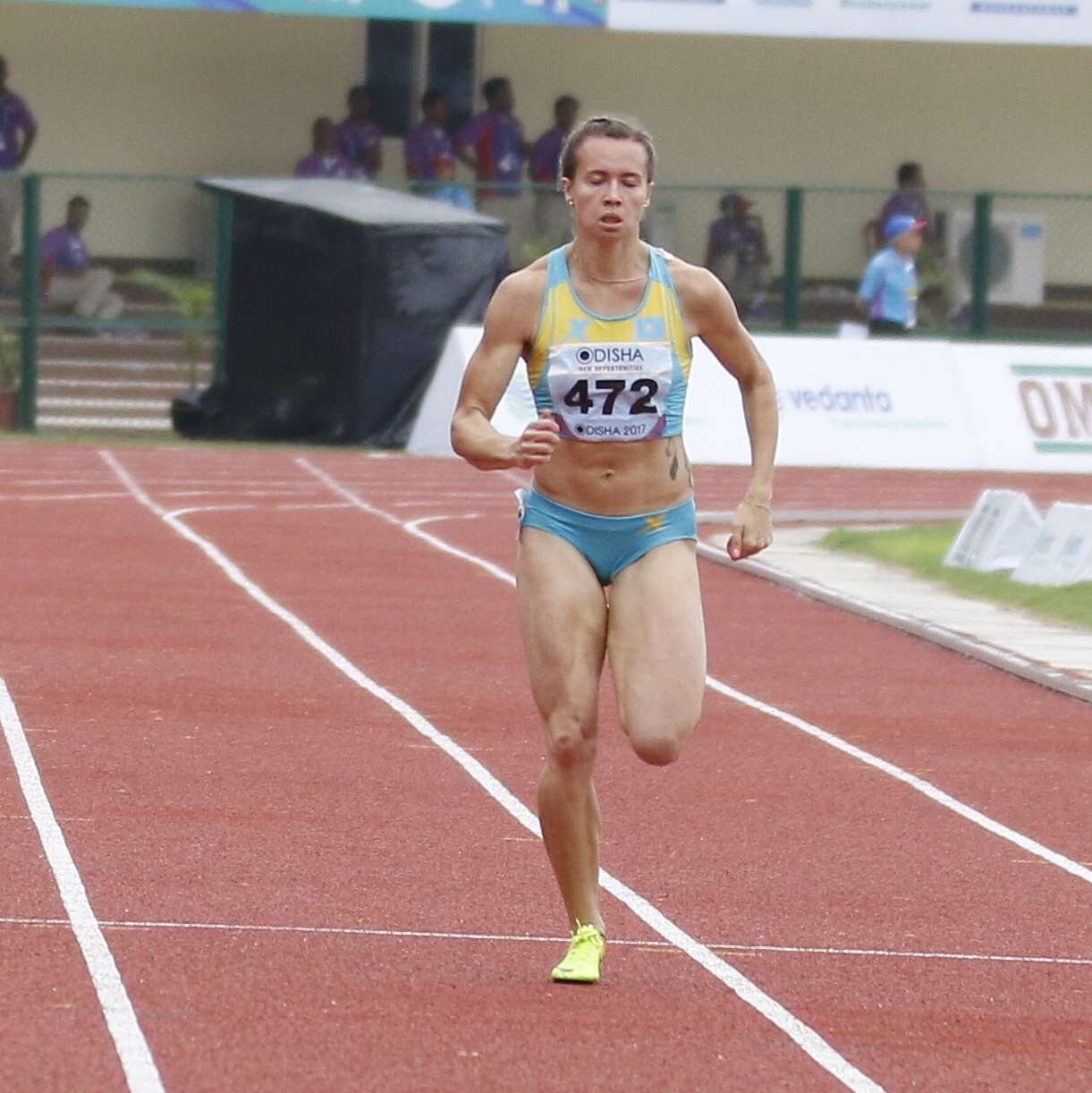
Olga Safronowa – ausgeschieden als Siebte in 11,40 s

28. September 2019, 17:05 Uhr Ortszeit (16:05 Uhr MESZ)

Wind: −0,3 m/s
| Platz | Bahn | Athletin         | Land           | Zeit (s) |
| ----- | ---- | ---------------- | -------------- | -------- |
| 1     | 2    | Dafne Schippers  | Niederlande    | 11,17    |
| 2     | 5    | Teahna Daniels   | USA            | 11,20    |
| 3     | 3    | Gina Bass        | Gambia         | 11,25    |
| 4     | 6    | Imani Lansiquot  | Großbritannien | 11,31    |
| 5     | 4    | Rosângela Santos | Brasilien      | 11,32    |
| 6     | 9    | Ajla Del Ponte   | Schweiz        | 11,36    |
| 7     | 7    | Olga Safronowa   | Kasachstan     | 11,40    |
| 8     | 8    | Loi Im Lan       | Macau          | 12,10    |

## Halbfinale
Aus den drei Halbfinalläufen qualifizierten sich die jeweils zwei Ersten jedes Laufes – hellblau unterlegt – und zusätzlich die zwei Zeitschnellsten – hellgrün unterlegt – für das Finale.

### Lauf 1
29. September 2019, 21:20 Uhr Ortszeit (20:20 Uhr MESZ)

Wind: +0,8 m/s
| Platz | Bahn | Athletin           | Land                | Zeit (s) |
| ----- | ---- | ------------------ | ------------------- | -------- |
| 1     | 5    | Marie-Josée Ta Lou | Elfenbeinküste      | 10,87    |
| 2     | 4    | Elaine Thompson    | Jamaika             | 11,00    |
| 3     | 7    | Teahna Daniels     | USA                 | 11,10    |
| 4     | 6    | Daryll Neita       | Großbritannien      | 11,18    |
| 5     | 3    | Tynia Gaither      | Bahamas             | 11,20    |
| 6     | 8    | Gina Bass          | Gambia              | 11,24    |
| 7     | 2    | Wei Yongli         | Volksrepublik China | 11,28    |
| 8     | 9    | Gina Lückenkemper  | Deutschland         | 11,30    |

Im ersten Halbfinale ausgeschiedene Sprinterinnen:

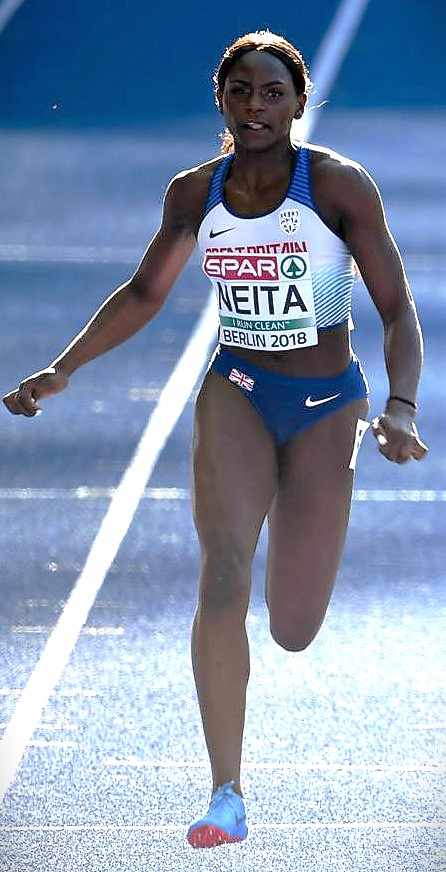
Daryll Neita Rang vier in 11,18 s
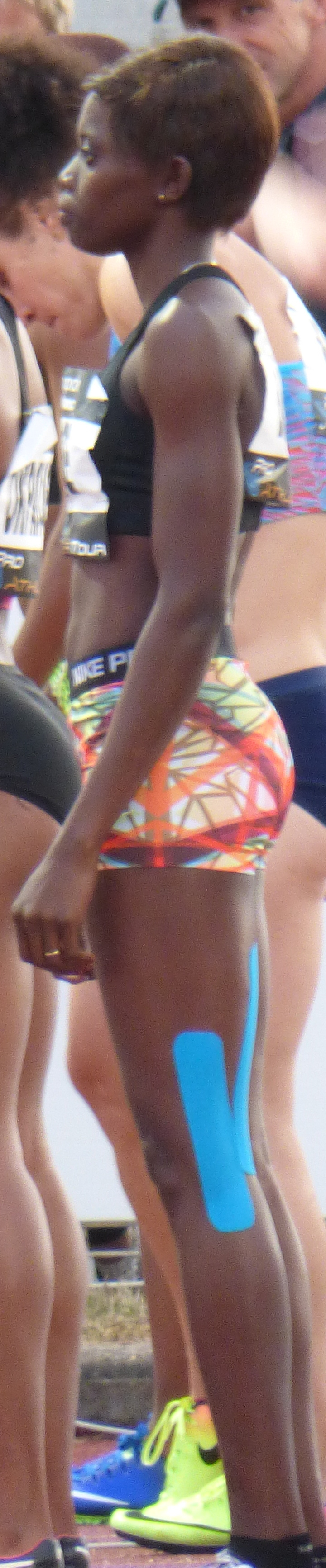
Gina Bass Rang sechs in 11,24 s
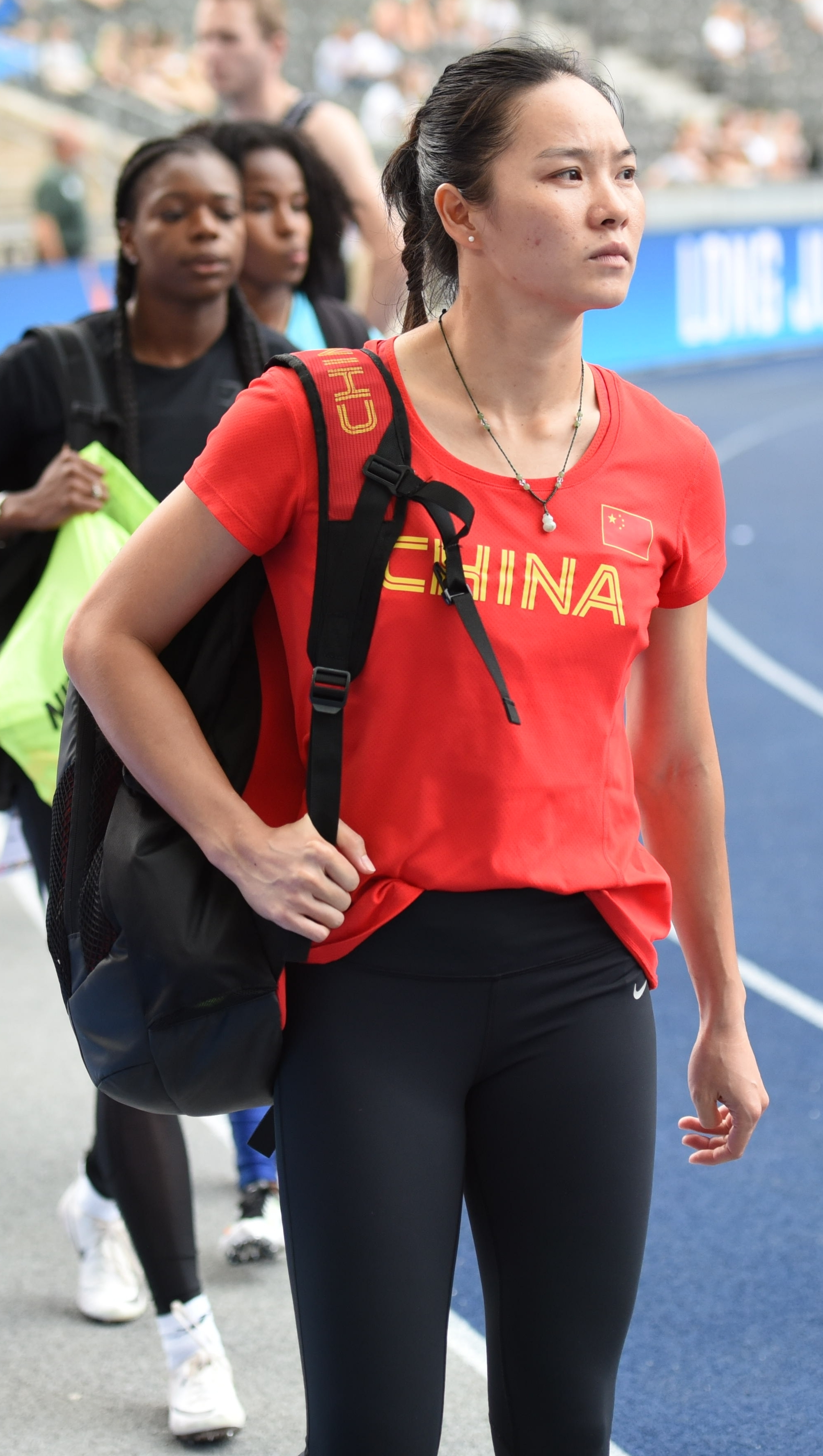
Wei Yongli Rang sieben in 11,28 s
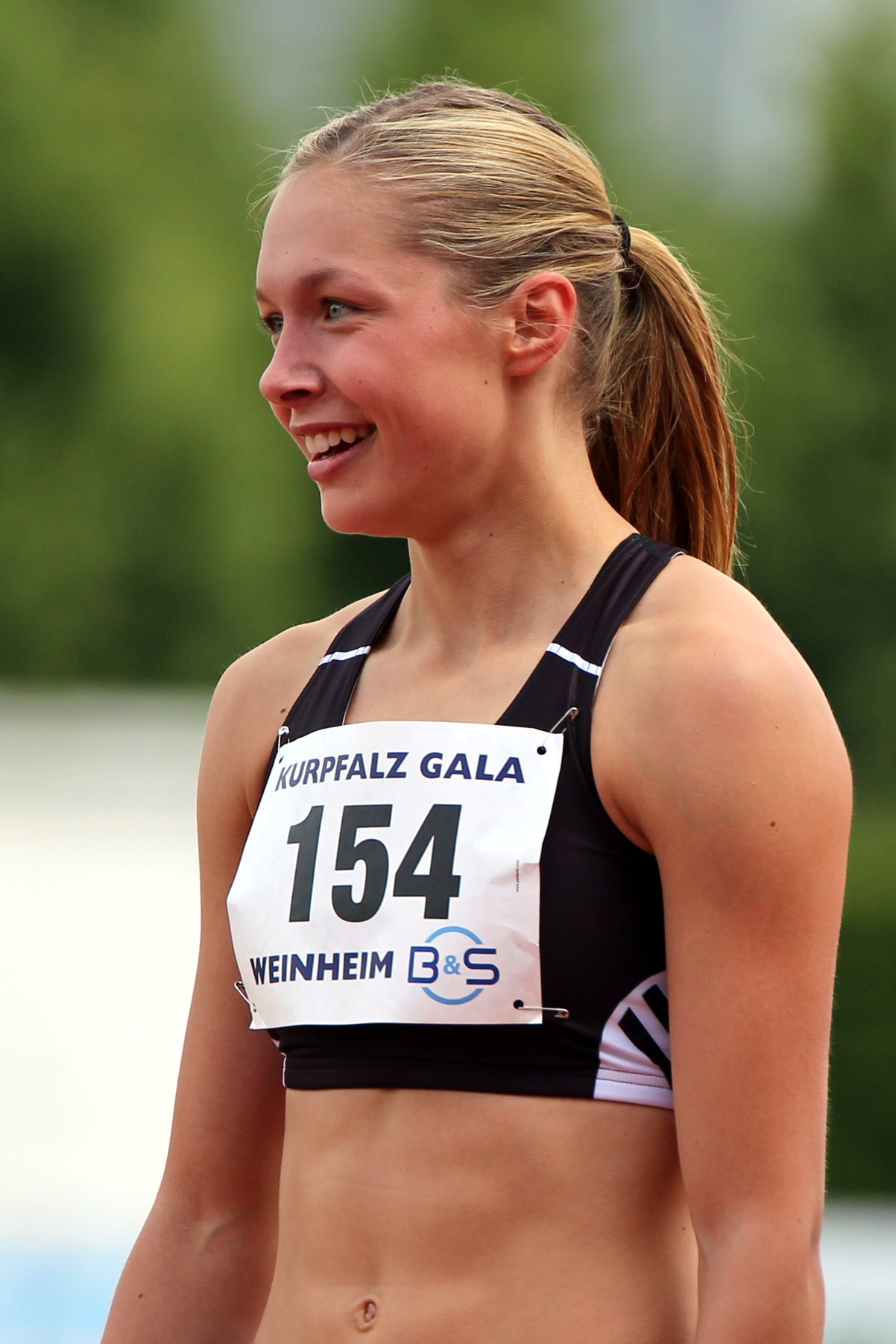
Gina Lückenkemper Rang acht in 11,30 s

### Lauf 2
29. September 2019, 21:28 Uhr Ortszeit (20:28 Uhr MESZ)

Wind: +0,5 m/s
| Platz | Bahn | Athletin          | Land                | Zeit (s) |
| ----- | ---- | ----------------- | ------------------- | -------- |
| 1     | 4    | Dina Asher-Smith  | Großbritannien      | 10,87 SB |
| 2     | 9    | Jonielle Smith    | Jamaika             | 11,06    |
| 3     | 6    | Mujinga Kambundji | Schweiz             | 11,10    |
| 4     | 8    | Morolake Akinosun | USA                 | 11,17 SB |
| 5     | 7    | Liang Xiaojing    | Volksrepublik China | 11,20    |
| 6     | 3    | Ewa Swoboda       | Polen               | 11,27    |
| 7     | 2    | Crystal Emmanuel  | Kanada              | 11,29    |
| DNF   | 5    | English Gardner   | USA                 |          |

Weitere im zweiten Halbfinale ausgeschiedene Sprinterinnen:

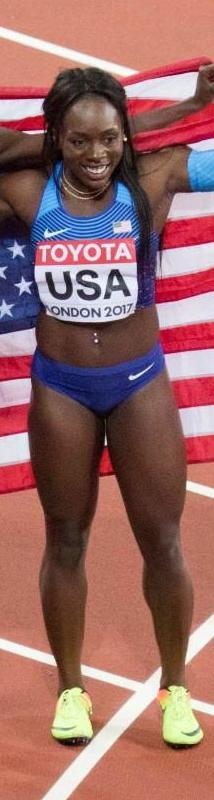
Morolake Akinosun Rang vier in 11,17 s
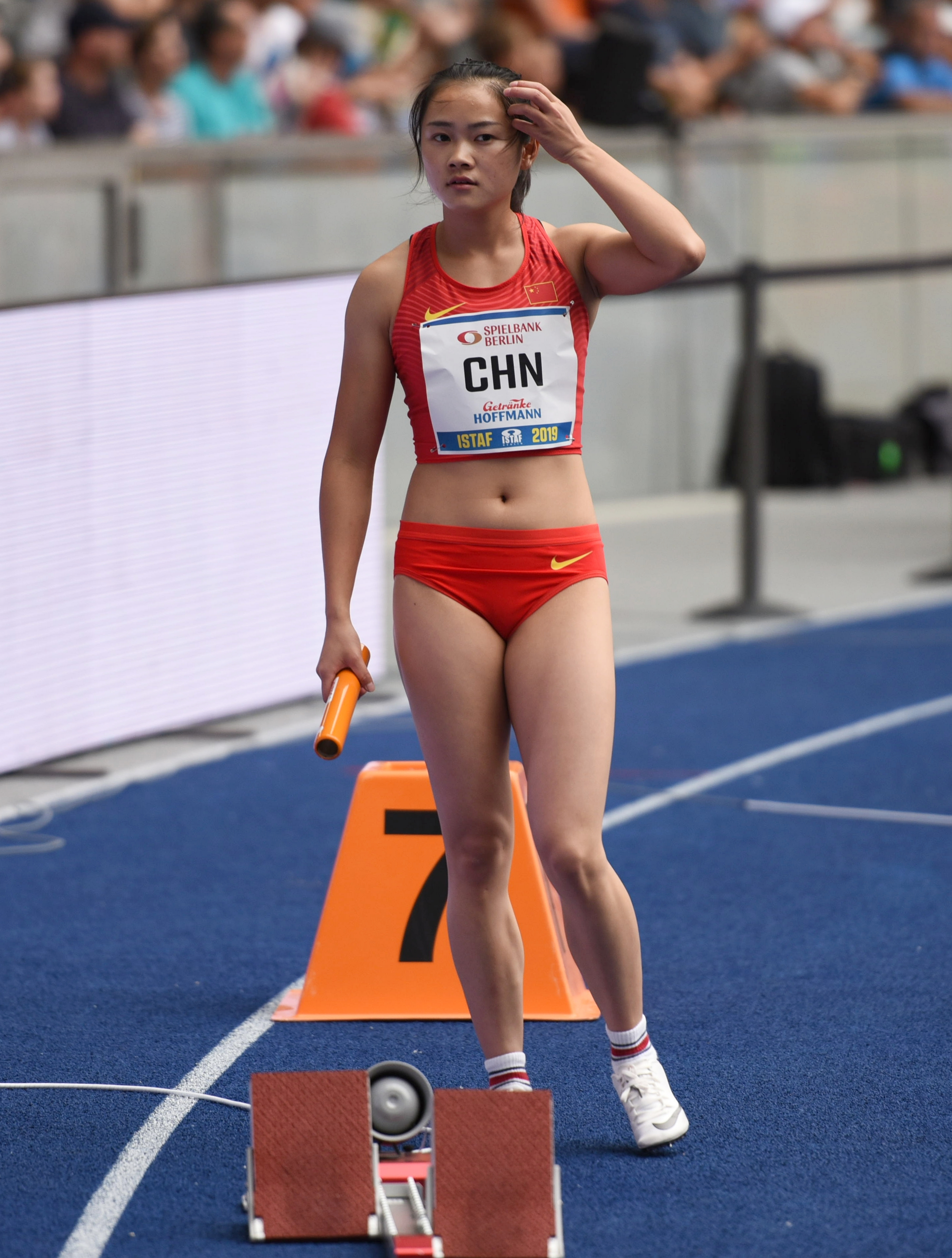
Liang Xiaojing Rang fünf in 11,20 s
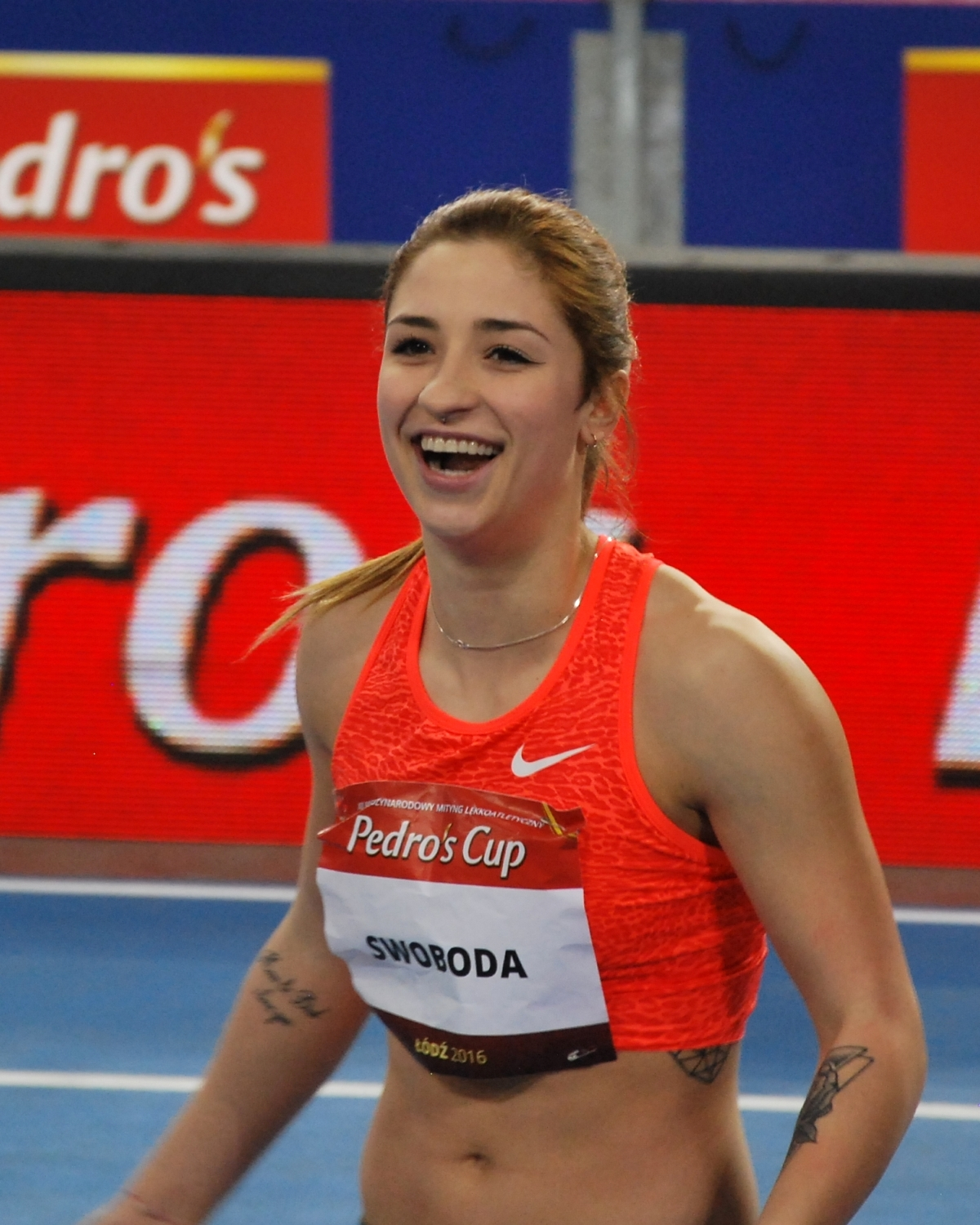
Ewa Swoboda Rang sechs in 11,27 s
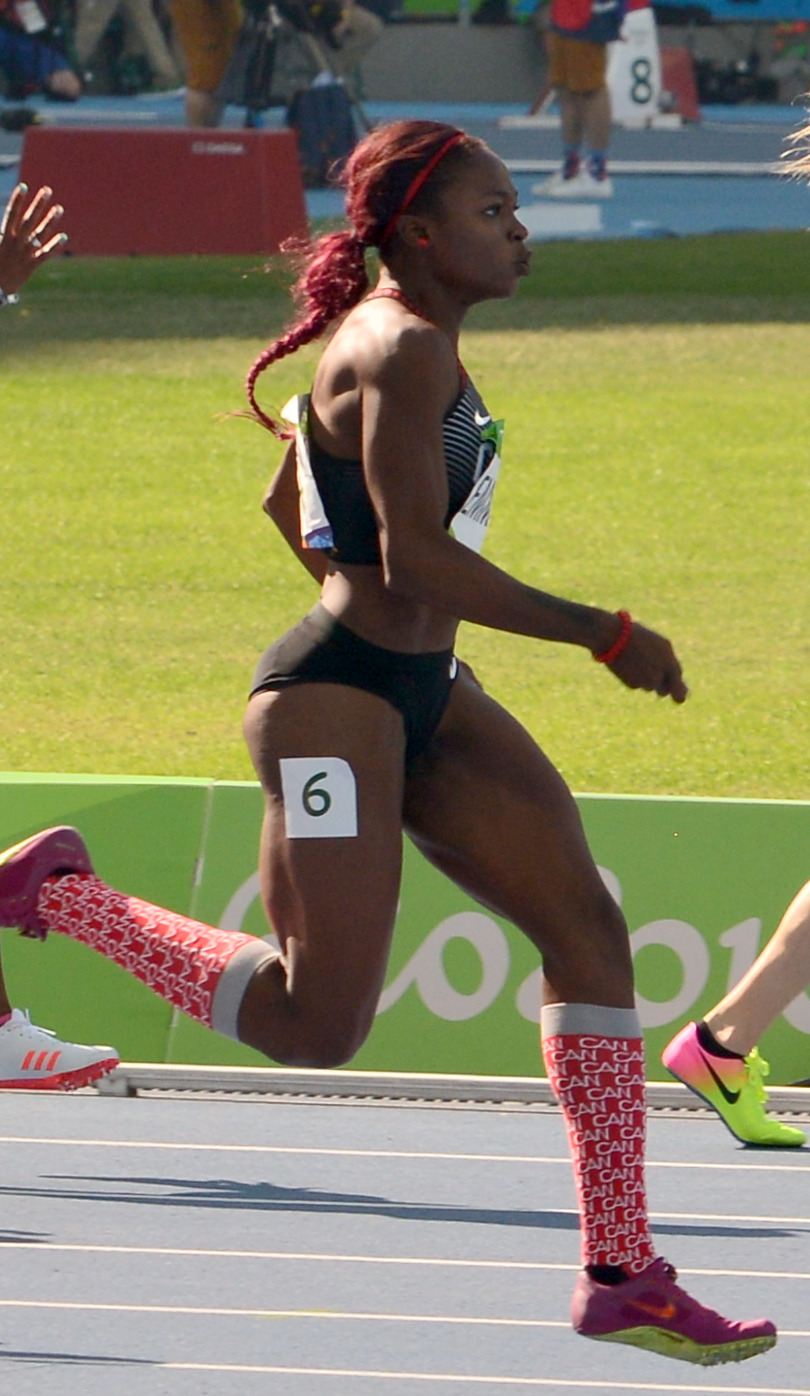
Crystal Emmanuel Rang sieben in 11,29 s
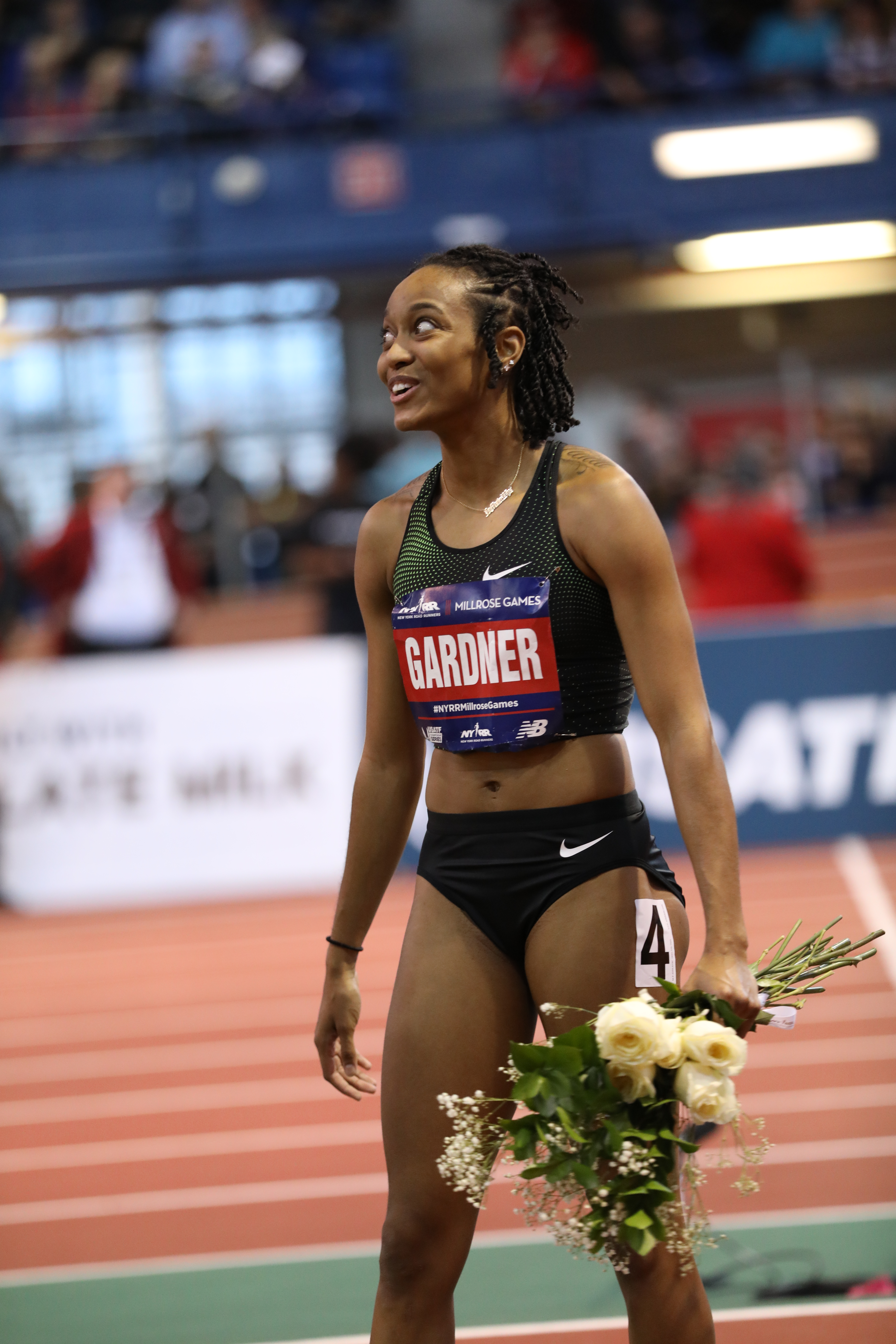
English Gardner nicht im Ziel

### Lauf 3
29. September 2019, 21:36 Uhr Ortszeit (20:36 Uhr MESZ)

Wind: −0,4 m/s
| Platz | Bahn | Athletin                | Land                | Zeit (s) |
| ----- | ---- | ----------------------- | ------------------- | -------- |
| 1     | 5    | Shelly-Ann Fraser-Pryce | Jamaika             | 10,81    |
| 2     | 4    | Murielle Ahouré         | Elfenbeinküste      | 11,05 SB |
| 3     | 7    | Dafne Schippers         | Niederlande         | 11,07    |
| 4     | 6    | Kelly-Ann Baptiste      | Trinidad und Tobago | 11,19    |
| 5     | 9    | Tatjana Pinto           | Deutschland         | 11,29    |
| 6     | 2    | Ge Manqi                | Volksrepublik China | 11,31    |
| 7     | 3    | Imani Lansiquot         | Großbritannien      | 11,35    |
| DNS   | 8    | Tori Bowie              | USA                 |          |

Im dritten Halbfinale ausgeschiedene Sprinterinnen:

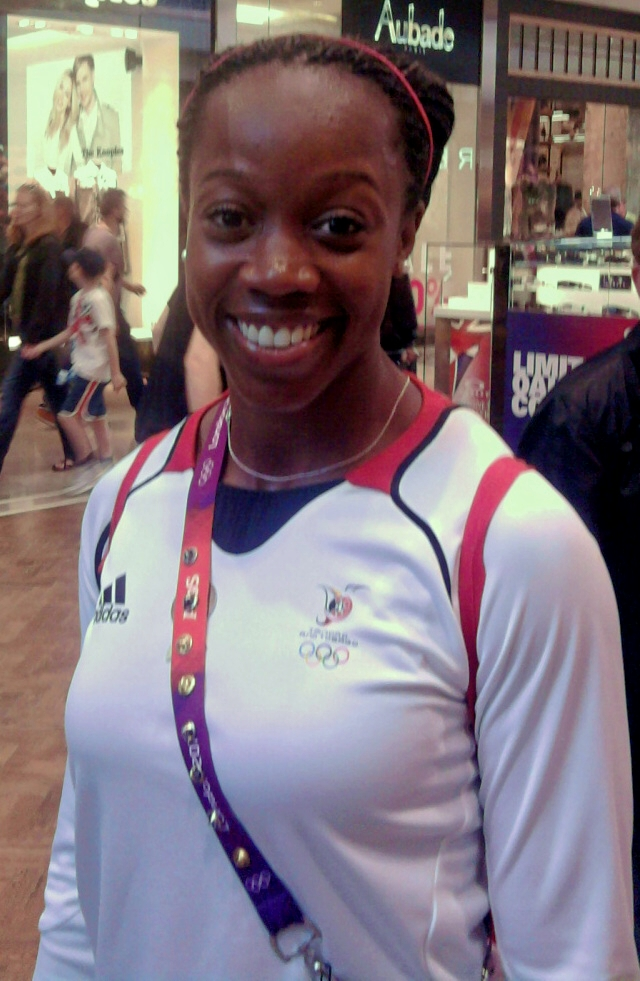
Kelly-Ann Baptiste Rang vier in 11,19 s
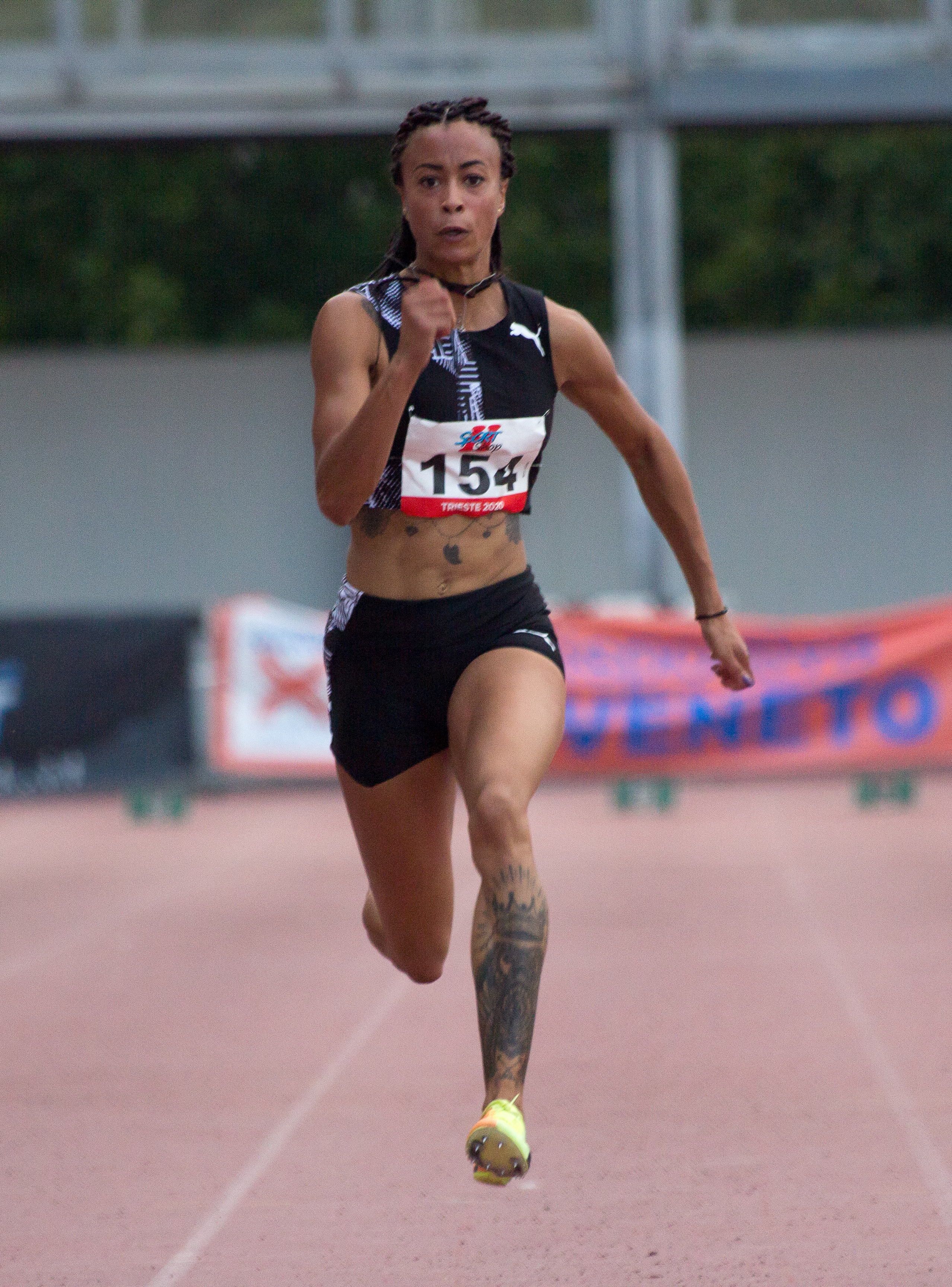
Tatjana Pinto Rang fünf in 11,29 s
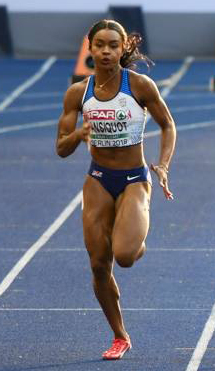
Imani Lansiquot Rang sieben in 11,35 s
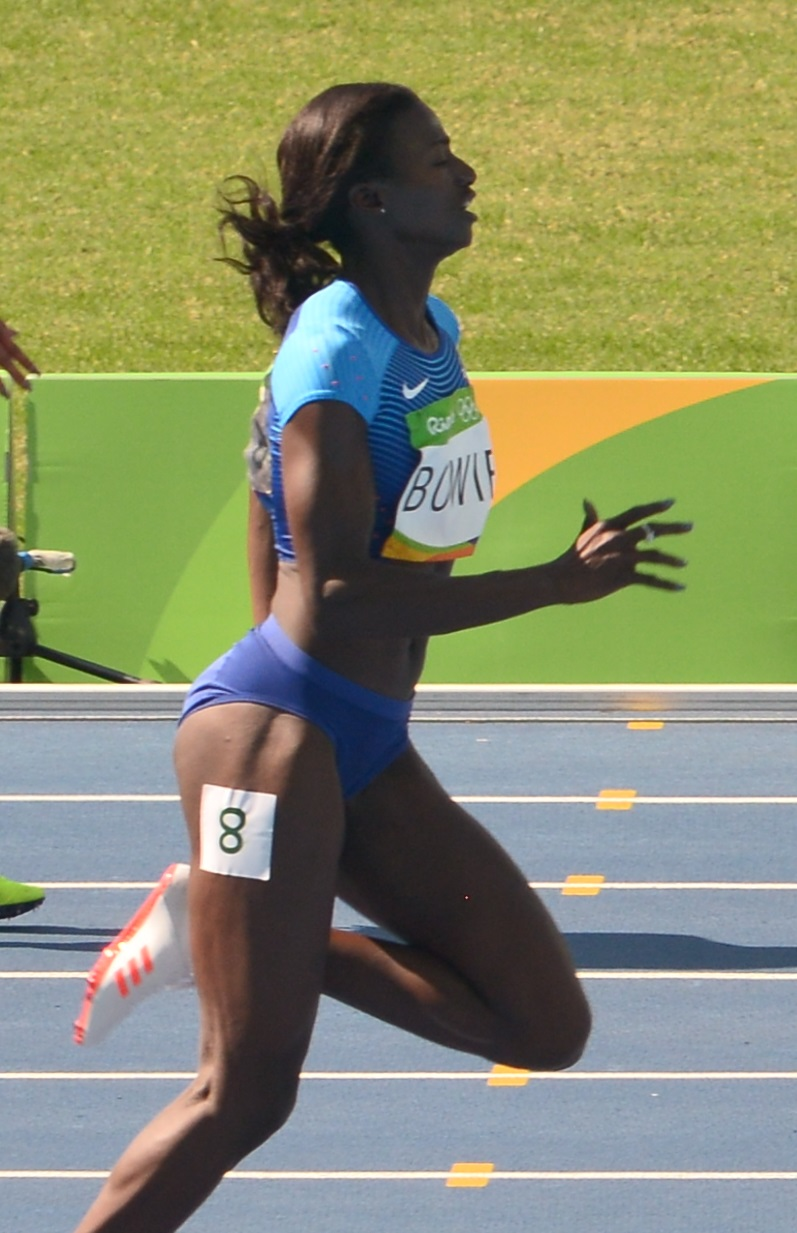
Tori Bowie – in ihrem Halbfinale nicht am Start

## Finale

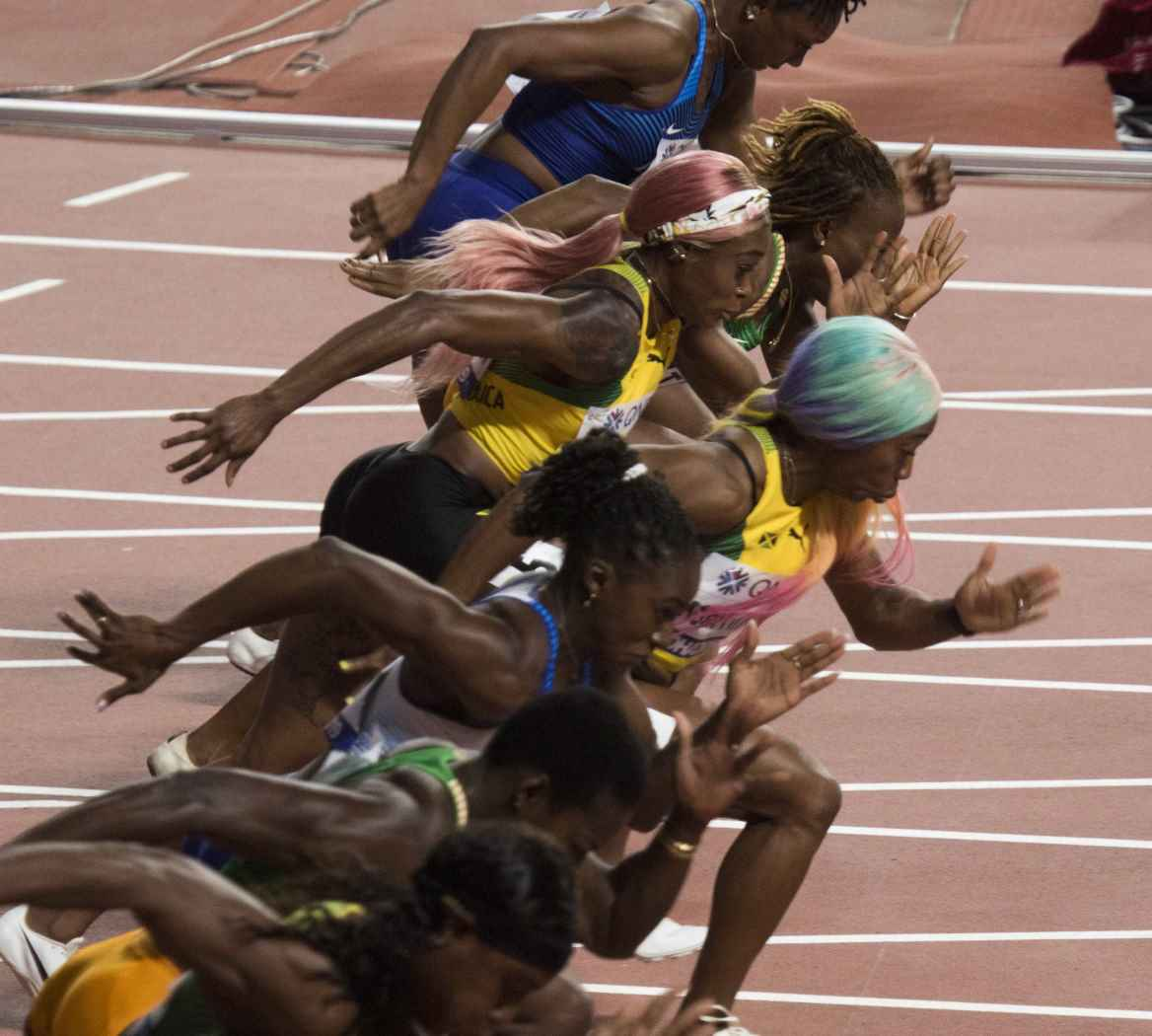
Start zum 100-Meter-Finale

29. September 2019, 23:20 Uhr Ortszeit (22:20 Uhr MESZ)

Wind: +0,1 m/s
| Platz | Bahn | Athletin                | Land           | Zeit (s) |
| ----- | ---- | ----------------------- | -------------- | -------- |
|       | 6    | Shelly-Ann Fraser-Pryce | Jamaika        | 10,71 WL |
|       | 7    | Dina Asher-Smith        | Großbritannien | 10,83 NR |
|       | 4    | Marie-Josée Ta Lou      | Elfenbeinküste | 10,90    |
| 4     | 5    | Elaine Thompson         | Jamaika        | 10,93    |
| 5     | 8    | Murielle Ahouré         | Elfenbeinküste | 11,02 SB |
| 6     | 9    | Jonielle Smith          | Jamaika        | 11,06    |
| 7     | 3    | Teahna Daniels          | USA            | 11,19    |
| DNS   | 2    | Dafne Schippers         | Niederlande    |          |

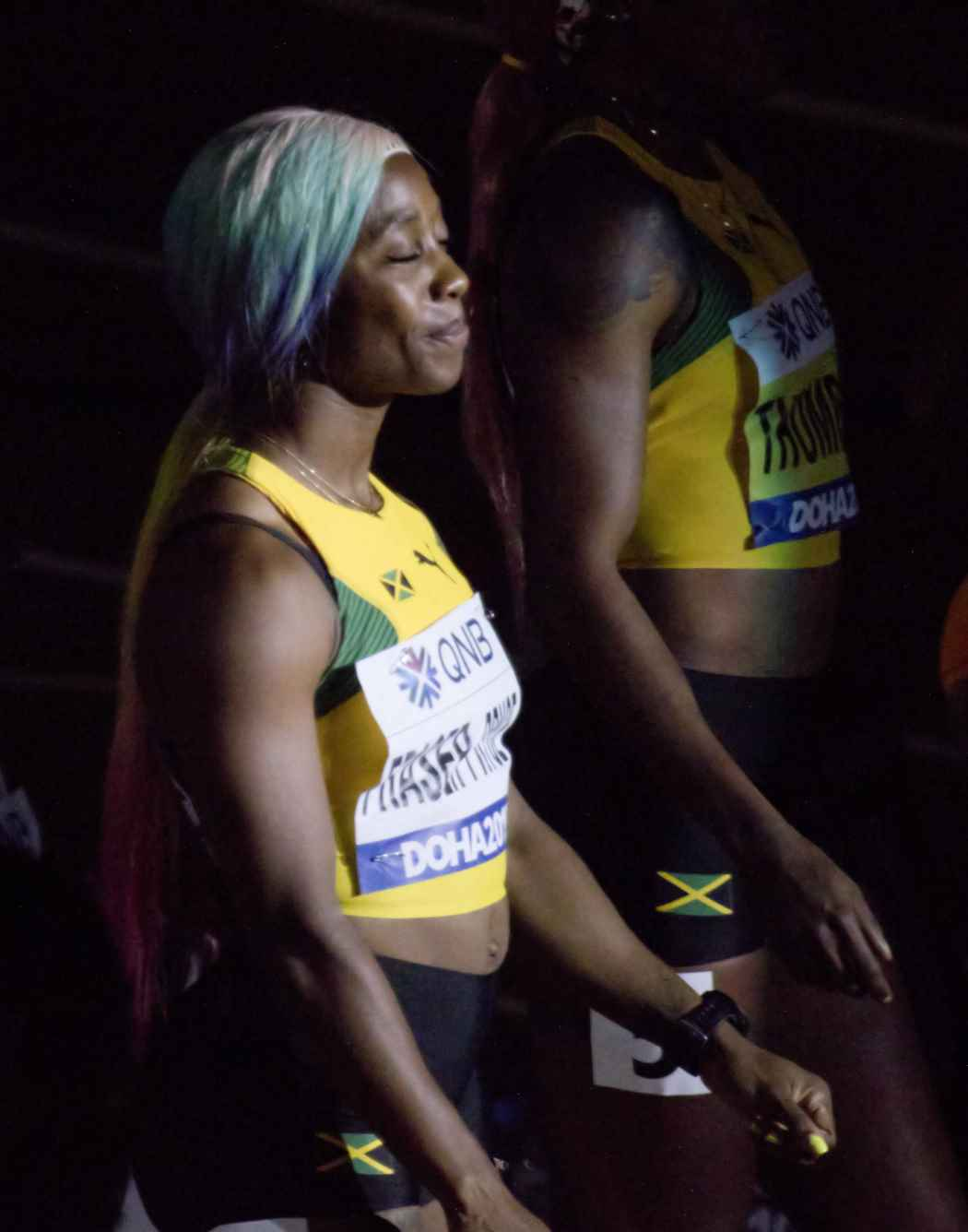
Weltmeisterin Shelly-Ann Fraser-Pryce
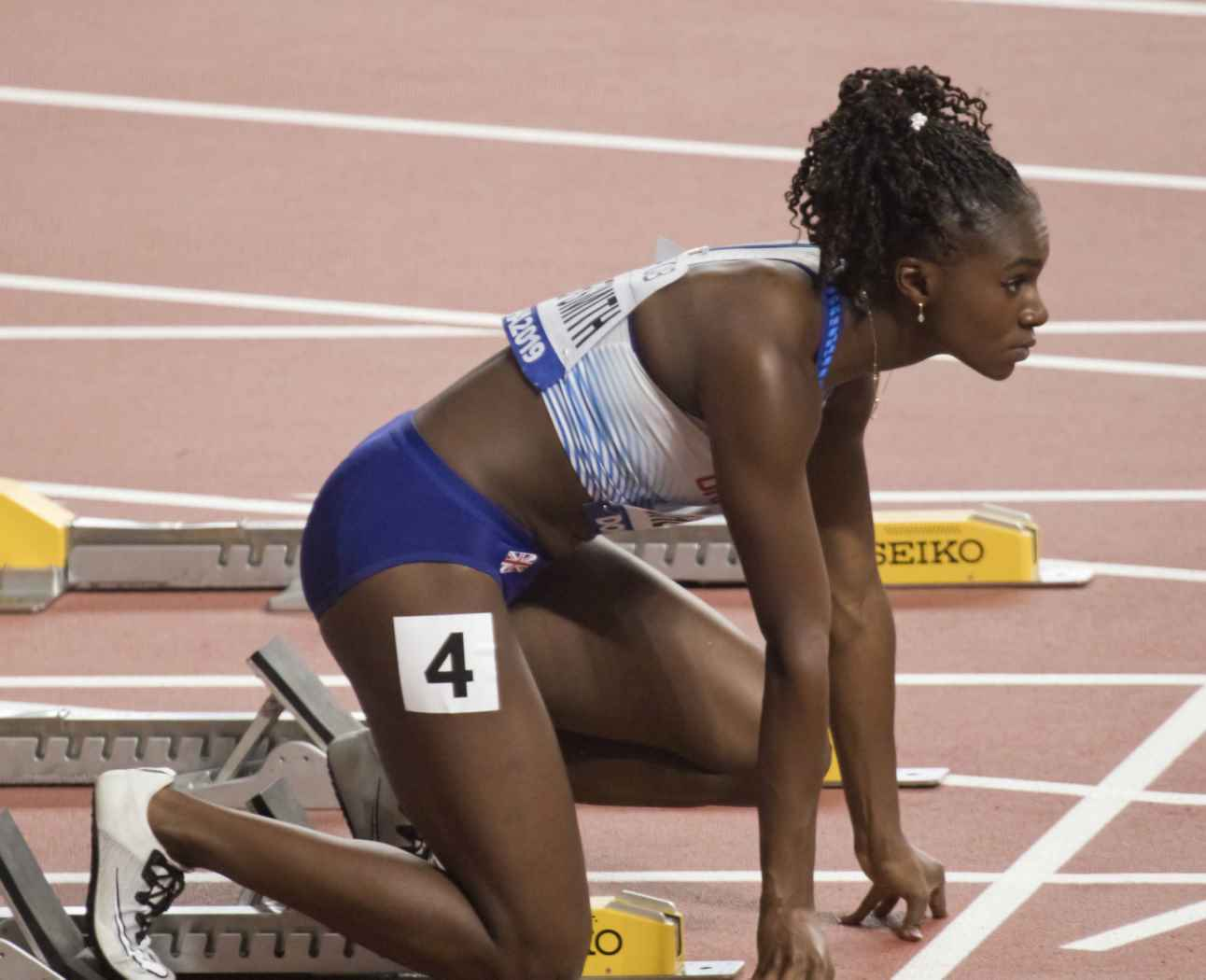
Vizeweltmeisterin Dina Asher-Smith
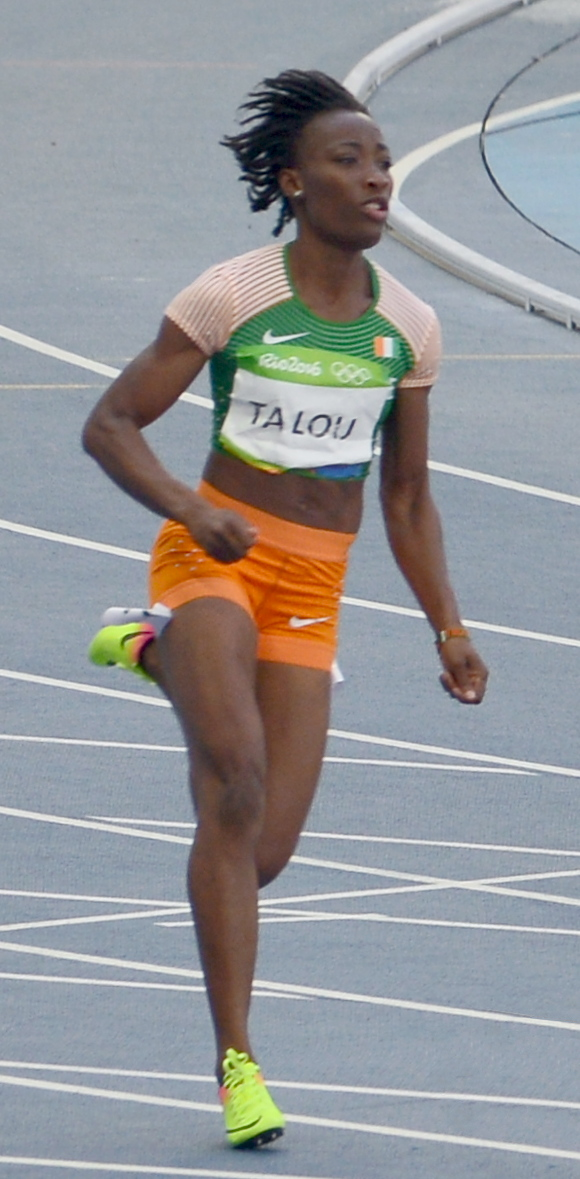
Bronzemedaillengewinnerin Marie-Josée Ta Lou
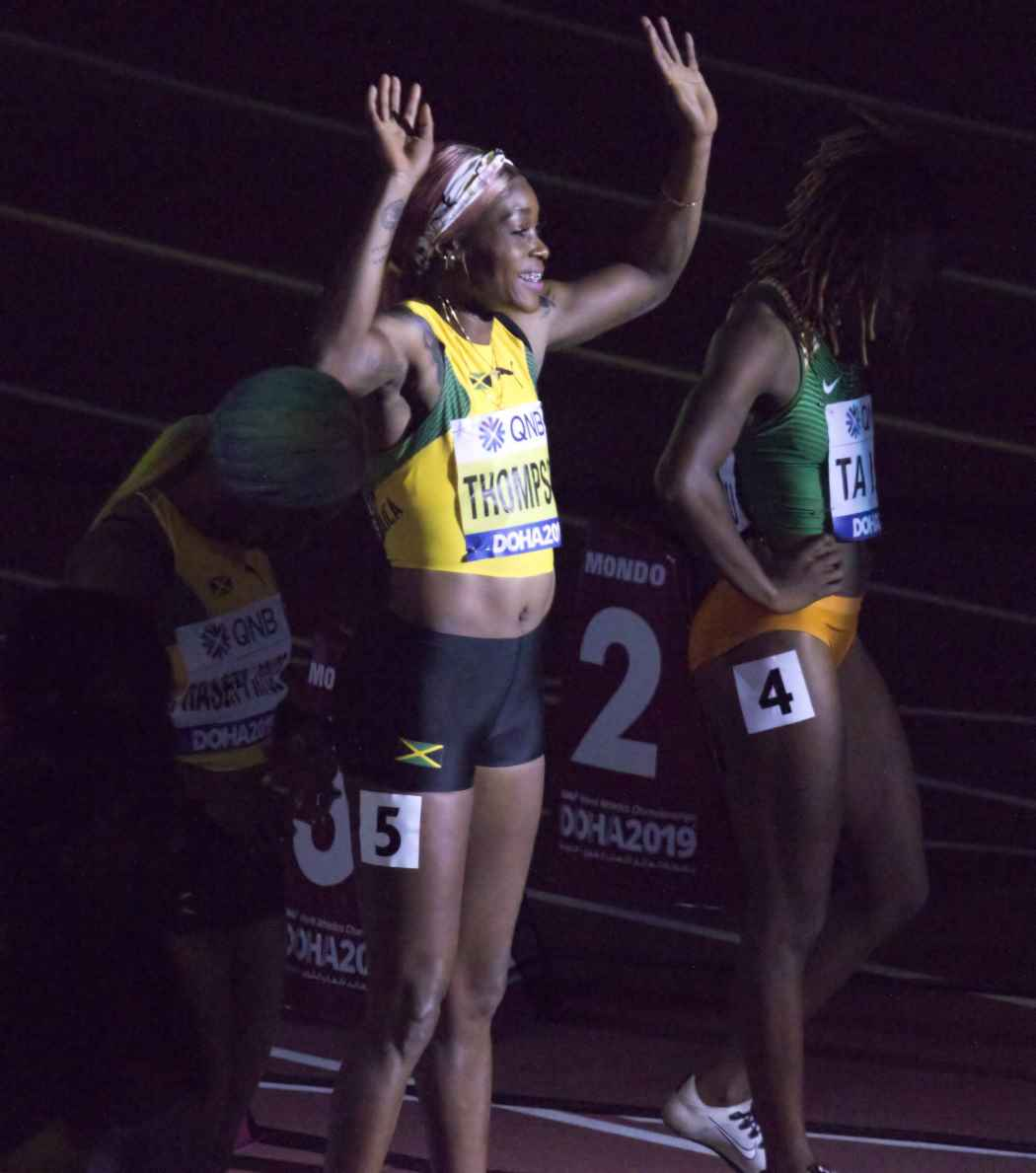
Rang vier für Elaine Thompson
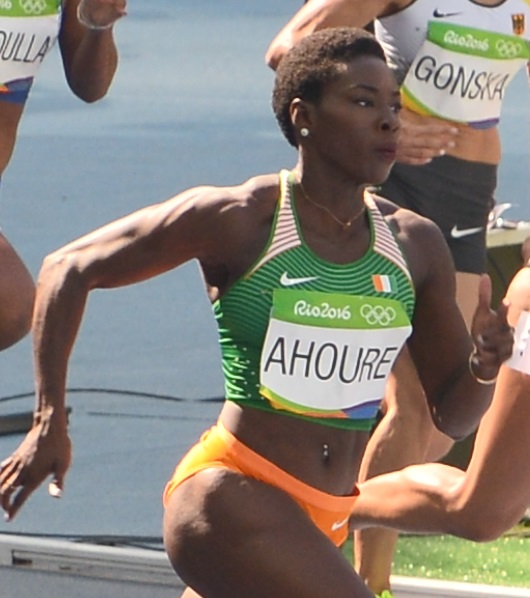
Murielle Ahouré kam auf den fünften Platz
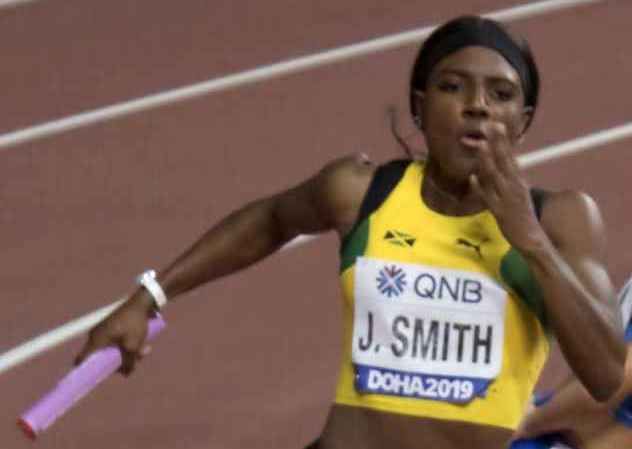
Die sechstplatzierte Jonielle Smith
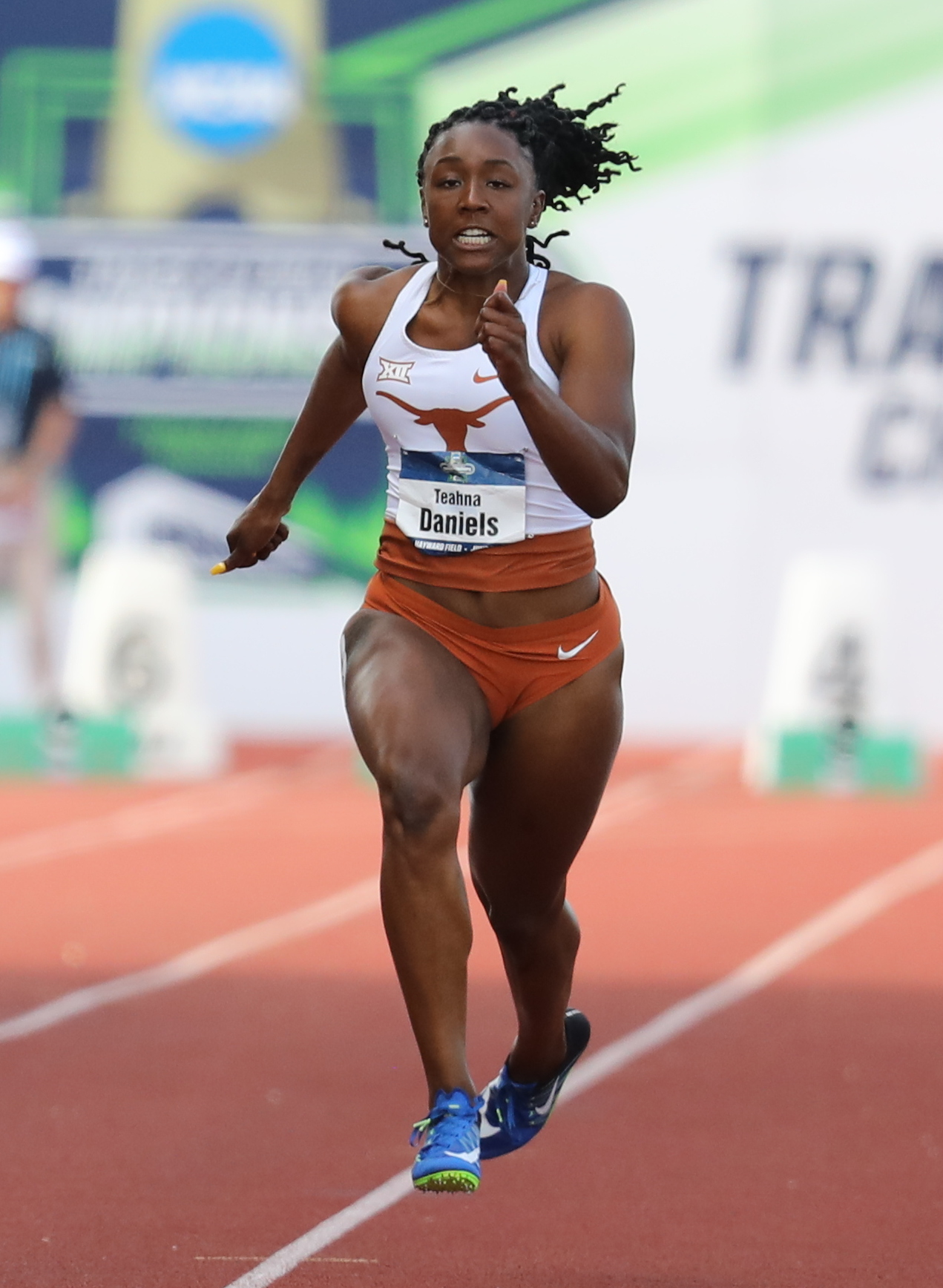
Teahna Daniels belegte Rang sieben
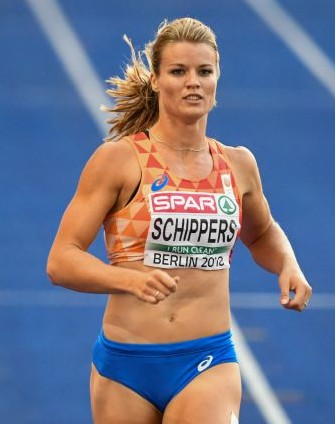
Dafne Schippers im Finale nicht am Start

## Video
- Women's 100m Final | World Athletics Championships Doha 2019, youtube.com, abgerufen am 18. März 2021